# Італійський фронт Першої світової війни
Італі́йський фронт Пе́ршої світово́ї війни́ (італ. Fronte italiano; нім. Südwestfront) ― один із фронтів Першої світової війни.
На Італійському фронті бились війська Королівства Італія та союзних їй держав (англійські, французькі, американські) проти військ Австро-Угорщини й Німеччини. Бойові дії на Італійському фронті тривали з травня 1915 року до листопада 1918 року.
Італійський театр воєнних дій розташовувався вздовж усього австро-італійського кордону, від Трентіно до Адріатичного моря. Попри те, що Королівство Італія було членом Троїстого союзу, з початку війни воно зберігало нейтралітет, а 1915 року після тривалих вагань вступило до світової війни на боці Антанти. Головним фактором вступу Італії до війни на боці Антанти стало бажання провести значні територіальні зміни коштом Австро-Угорщини.
Після вступу до війни італійське командування планувало провести потужний наступ углиб території Австрії й захопити низку важливих міст, які б надали вагому перевагу, однак невдовзі бойові дії на Італійському театрі воєнних дій набули позиційного характеру, аналогічних тому, що відбулося раніше на Західному фронті.
1915 року наступальна ініціатива була на боці Королівства Італія, однак італійське командування не змогло здійснити вдалий наступ. 1916 року австро-угорська армія завдала поразки італійській армії у битві під Трентіно, однак італійська армія завдяки допомозі союзників зуміла зупинити просування противника. 1917 року італійська армія здійснює успішні літні операції, однак восени зазнає нищівної поразки при Капоретто й відступає на 70—110 км вглиб Італії. Весь 1918 рік Королівство Італія відновлювалось після розгрому при Капоретто й восени 1918 року змогло перейти у наступ, розгромивши австрійську армію, що наполовину розпалась. 3 листопада 1918 року бойові дії на Італійському фронті завершились.

## Перед війною

### Передісторія вступу Італії до війни
До 1870 року вся північна Італія входила до складу Австрійської імперії. Папа Римський керував значними землями в центрі півострова, Південна Італія перебувала під контролем Франції. Від Турина до франко-швейцарського кордону розташовувалося герцогство Віктора Еммануїла II. Поступово герцог Савойський домігся об'єднання Італії. Спочатку він здобув владу над Неаполем і Сицилією. Однак до відкритого протистояння з Австрійською імперією герцог намагався не вступати. Але невдовзі у північних районах Італії почалась національно-визвольна боротьба проти австрійського панування. Заручившись підтримкою Франції, Віктор Емануїл II вступив до війни проти австрійців. Італійські війська здобули перемогу під Сольферіно, й австрійці погодились на укладення миру. Відтоді Віктор Емануїл II зосередив усі зусилля з об'єднання країни на її центральних областях. Однак після того, як контроль над центральною Італією було встановлено і Папу Римського позбавлено влади, об'єднана Італія виявилась невдоволеною умовами миру з Австрійською імперією. Угода залишала за Австрією значні території, які Італія вважала своїми історичними землями. Італійська громадськість вимагала повернення земель: Венеції, Істрії, Далмації тощо, та створення «Великої Італії». 1866 року Італія стала союзником Пруссії у війні проти Австрії та змогла відібрати Венецію.
Австрійська імперія була головним суперником Італії й бажання приєднати землі, що входили до складу Австро-Угорської імперії, зрештою і змусило вступити Італію у війну.

### Вступ Італії до Троїстого союзу
Однак невдовзі зовнішня політика Італії змінилась. До 80-х років XIX століття Італія була вже об'єднана й централізована. Італія почала претендувати на провідні ролі в Європі; оскільки Італія не мала колоній, Рим енергійно намагався це виправити. Основним регіоном колоніальної експансії Італії стала Північна Африка. Там італійські інтереси впритул зіштовхнулися з колоніальними інтересами Франції. Напруженість у стосунках із Францією підштовхувала до союзу з Німеччиною — основним суперником Франції. Італійський уряд також сподівався на те, що за допомогою дипломатичного тиску Німеччина змусить Австро-Угорщину передати Італії «споконвічні Італійські» території.
1882 року, доволі несподівано, Італія приєдналась до Троїстого союзу, до якого окрім Італії увійшли Німеччина й Австро-Угорщина. Члени Троїстого союзу уклали оборонну угоду, тобто, у разі нападу на одну з країн-учасниць пакту зовнішніх агресорів, держави мали здійснювати спільні оборонні дії.

### Вступ Італії до війни

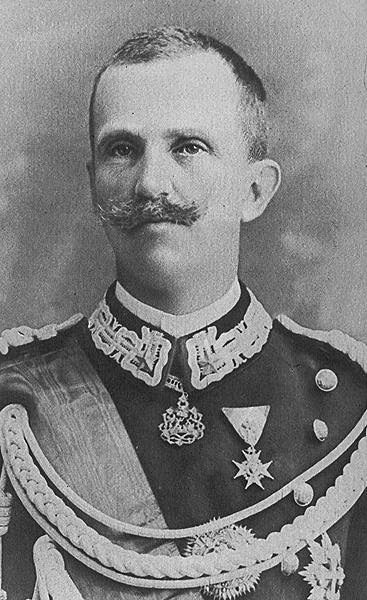
Король Італії Віктор Емануїл III

28 липня 1914 року після вбивства ерцгерцога Франца-Фердинанда й «липневої кризи» Австро-Угорщина оголосила Сербії війну. Почалась Перша світова війна. Австро-Угорщина й Німеччина одразу ж зажадали від Італії вступу до війни на боці Троїстого союзу. Однак 3 серпня 1914 року король Італії Віктор Емануїл III повідомив німецькому імператору Вільгельму II, що умови виникнення війни не відповідають тим умовам угоди про Троїстий союз, за яких Італія мала вступити до війни. Австро-Угорщина першою оголосила війну, тобто, не була жертвою агресії. Того ж дня італійський уряд опублікував декларацію про нейтралітет. Однак італійське керівництво усвідомлювало, що для того, щоб отримати бажані території, країні доведеться воювати, тривалий нейтралітет у світовій війні може мати наслідки. З початком війни обидві коаліції розпочали активну діяльність із залучення Італії до війни на своєму боці. Італійський уряд це розумів і намагався виторгувати у кожної зі сторін найвдаліші умови повоєнних здобутків.
З початку війни Рим розпочав перемовини з представниками Антанти й Центральних Держав. В результаті італійський уряд схилився до участі у війні на боці Антанти.
26 квітня 1915 року в Лондоні між італійською делегацією та делегацією Антанти було укладено угоду. За умовами того договору Італія зобов'язувалась вступити до війни на боці Антанти впродовж найближчого місяця. Своєю чергою, Велика Британія надала Італії кредит на суму 50 млн фунтів стерлінгів. Італії пообіцяли низку територій, що входили до складу Османської та Австро-Угорської імперій: область Трентіно-Альто-Адідже, Трієст, Південний Тіроль, Істрію та Далмацію. Уклавши Лондонську угоду, Італія відмовилась від своїх зобов'язань, взятих під час приєднання до Троїстого союзу.
Своєю чергою, щоб запобігти виступові Італії на боці Антанти, Німеччина домоглась від Австро-Угорщини обіцянки передати Італії після війни території, населені італійцями. Німецький посол в Італії граф фон Белов повідомив про цю обіцянку Джолітті, який був лідером італійських нейтралістів. Джолітті заявив у парламенті про те, що Італії необхідно зберегти нейтралітет, його підтримали 320 з 508 депутатів італійського парламенту. Прем'єр-міністр Саландра подав у відставку.
Однак на той час у країні був популярним рух за вступ до війни на боці Антанти, який очолювали соціаліст Беніто Муссоліні та письменник Габріеле д'Аннунціо. Вони організували демонстрації проти парламенту і «нейтралістів», домагаючись вступу Італії до війни. Король Віктор Емануїл III не прийняв відставки Саландри, а Джолітті був змушений залишити столицю.
23 травня 1915 року Італія оголосила війну Австро-Угорщині.

## Особливості Італійського фронту
Після вступу Італії до війни утворився новий фронт — Італійський. Ареною бойових дій ставали австро-італійські прикордонні райони. Австро-італійський кордон проходив хребтом Альп, австрійські володіння (Трентінський район) клином врізались в італійську територію, надаючи австро-угорському командуванню значну перевагу, оскільки, почавши наступ у тому районі, австро-угорські війська могли легко вдертися до Ломбардії та дістатись до самої Венеційської долини. Також важливою ділянкою Італійського фронту була долина річки Ізонцо.
Гірські умови фронту диктували нові умови тактики. Наприклад, звичайне стратегічне завдання — обхід й атака флангів противника — вирішувалась незвичайними способами. У гірських умовах, особливо в районі Трентіно, війська перевозились та постачались за допомогою системи фунікулерів і канатних доріг, у товщі скельних порід пробивались штучні печери-укріплення. Для ведення бойових дій у горах створювались спеціалізовані елітні підрозділи: Alpini — бойові скелелази й Arditi — штурмові загони, що застосовувались для прориву ворожої оборони, знищення дротових загороджень і штурму укріплень. Ці підрозділи мали спеціальне обладнання, необхідне під час бойових дій у горах.

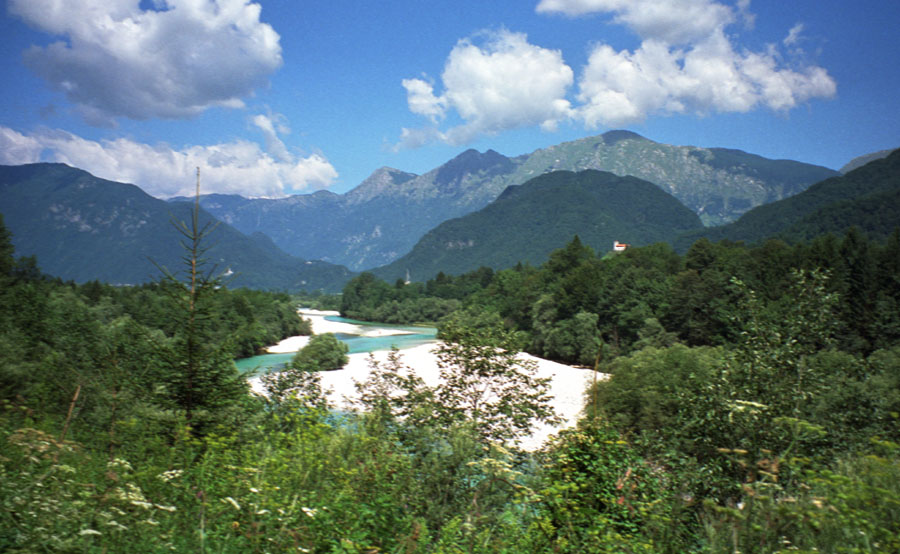
Долина річки Ізонцо

Також гори диктували й незвичні умови для авіації. Обмежений повітряний простір зробив звичайні двомісні літаки-розвідники вкрай вразливими. Також гірські умови вимагали від літака значної висотності, великої дальності та гарної маневровості. Наприклад, австрійський літак Aviatik D.I, який добре зарекомендував себе на Східному фронті, в умовах Італійського фронту мав значні проблеми з охолодженням двигуна.
Природно, що саме Італія вперше застосувала одномісні фоторозвідувальні модифікації винищувачів. Дуже показовим польотом для дальньої авіації став політ над Віднем 87-ї італійської ескадрильї під командуванням письменника Габріеле д'Аннунціо (який із початком війни пішов на фронт), здійснений у небі Відня, з розкидуванням пропагандистських листівок. Також особливості Італійського театру бойових дій спонукали сторони до розвитку бомбардувальної авіації. Італійське командування приділяло значну увагу створенню важкого бомбардувальника. Ті літаки могли донести до далеких цілей більший бомбовий вантаж, ніж двомісні бомбардувальники. Під час бойових дій італійські бомбардувальники «Caproni» часто підтримували італійську артилерію під час підготовки наступу. Також такі літаки нерідко брали участь у «спеціальних операціях», що часто здійснювались на Італійському фронті. Зазвичай такі операції включали закидання до ворожого тилу агентів разом зі зброєю, радіостанціями чи поштовими голубами. В одній із таких операцій брав участь найрезультативніший льотчик-винищувач Італійського фронту канадець майор Вільям Баркер (46 перемог).

## Плани й сили сторін

### Плани сторін та розгортання військ
Виходячи з політичних завдань та враховуючи особливості театру бойових дій, італійське командування розробило план, що передбачав активний наступ у долині річки Ізонцо. Також той план передбачав стратегічну оборону італійської армії на північних та північно-східних ділянках державного кордону, у межах важкодоступних Юлійських, Кадорських та Карнійських Альп. Також, окрім головної наступальної операції, італійське командування передбачало здійснення часткової наступальної операції у Південному Тіролі з метою захоплення Тренто.
Таким чином, для італійців набували великого значення обидва фланги їхнього фронту. Правий фланг, де передбачався головний наступ, і лівий фланг, який необхідно було прикривати через загрозу вторгнення австро-угорських військ до Ломбардії. Такі обставини змушували італійське командування виокремити доволі значні сили з ударного угрупування та спрямувати їх на прикриття кордону поблизу Трентіно.

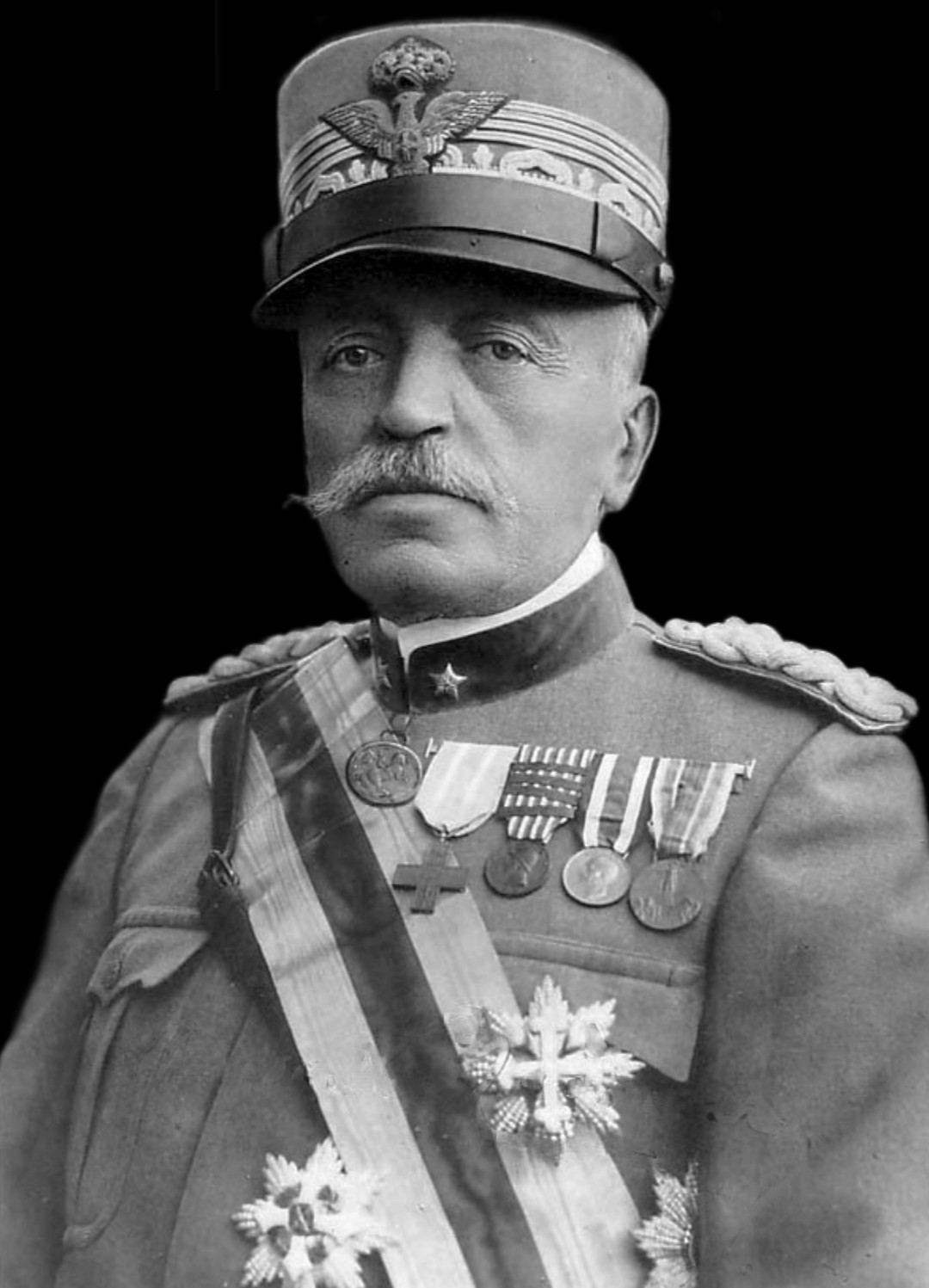
Командувач італійської армії Луїджі Кадорна

Головною ідеєю італійського плану наступу був задум: зважаючи на те, що основні сили австро-угорської армії навесні 1915 року перебували на Східному фронті, де вели запеклі бої з російськими військами, скористатись слабкістю противника, що їм протистоятимете і провести масштабний наступ у долині Ізонцо, заволодіти усіма перевалами та найважливішими опорними пунктами на державному кордоні й таким чином позбавити австрійців у майбутньому можливості проводити наступальні операції.
Мобілізована італійська армія розгортала чотири армії, що мали у своєму складі 12 корпусів (35 дивізій). Чисельність контингенту призовників склала 2 млн осіб, з них половину одразу ж було призвано до дійової армії. Решта склали запас. До завершення мобілізації чисельність італійських збройних сил склала 870 тис. осіб із 1500 легкими та 200 важкими гарматами. Формально італійську армію очолював король, але фактично командувачем був начальник Генерального Штабу генерал Луїджі Кадорна, який не мав достатнього досвіду командування й авторитету серед військовиків. До того ж він успадкував військо, що потребувало модернізації та було виснажене попередніми компаніями, зокрема африканськими.

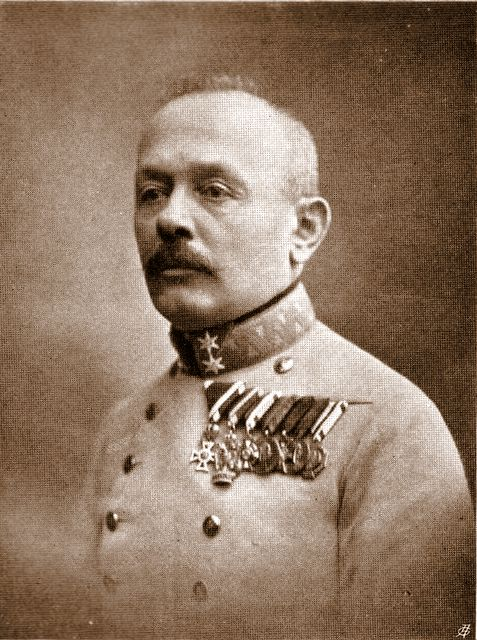
Командувач австро-угорською армією Світозар Бороєвич фон Бойна

Зі вступом Італії до війни австро-німецькому командуванню довелось розробляти план кампанії на Італійському фронті. Оскільки основна частина австрійських військ навесні 1915 року перебувала на Східному фронті, австрійське командування ухвалило суто оборонний план кампанії на 1915 рік. Попри те, що всі боєздатні сили австро-німецької коаліції вже вели операції проти англо-французьких та російських армій, австрійці вирішили не поступатись територією італійцям, що наступали. Передбачалось прикрити кордон у найважливіших місцях і підготувати їх до оборони від італійських частин, що вели наступ. Особливу увагу австро-німецьке командування приділяло долині річки Ізонцо, де й планувався головний наступ, особливо районам Тольміно й Гориці, де були створені передмостові укріплення. Завданням австро-угорських та німецьких військ на кампанію 1915 року було стримання наступу й оборона найважливіших ділянок кордону.
На кордоні з Італією було зосереджено 12 австро-угорських дивізій. Після оголошення Італією війни Австро-Угорщині, австрійське командування було змушене терміново перекинути туди ще 5 дивізій із Сербського фронту і 2 дивізії з Галичини. Німецька армія виділила гірський корпус (1 дивізія) та важку артилерію. Таким чином, угрупування австро-німецьких військ склало: 20 дивізій, 155 батарей зведених в одну армію та 2 групи, Каринтійську й Тірольську. Командувачем австро-угорських військ на Італійському фронті призначили генерала Світозара Бороєвича.
Італійська армія числом переважала австрійську, але значно поступалась останній у бойовій підготовці й технічному оснащенні. Їй вкрай бракувало кулеметів, на озброєнні артилерії були переважно легкі 75-мм гармати Круппа. Армія відчувала нестачу в авіації, інженерних засобах, боєприпасах. Тактична й теоретична підготовка вищого офіцерського складу була невисокою.

### Сили сторін
| 1-ша армія | 3-й корпус                  | 5-та піхотна дивізія, 6-та піхотна дивізія, 35-та піхотна дивізія, 7-й берсальєрський полк, 27-й Аквільський легкий кавалерійський полк, 6-й польовий артилерійський полк, 45-й берсальєрський батальйон, 3-й батальйон королівської гвардії, 1-й інженерний батальйон, батальйони територіальної й альпійської міліції, підрозділи важкої артилерії, зв'язку, забезпечення тощо                                                                                           |
| 1-ша армія | 5-й корпус                  | 9-та піхотна дивізія, 15-та піхотна дивізія, 34-та піхотна дивізія, 2-й берсальєрський полк, 4-й берсальєрський полк, 8-й берсальєрський полк, 22-й Катанійський легкий кавалерійський полк, 5-й польовий артилерійський полк, 41-й, 42-й, 48-й берсальєрські батальйони, 1-й, 5-й, 7-й, 9-й, 17-й, 18-й батальйони королівської гвардії, батальйони територіальної й альпійської міліції, інженерні підрозділи, підрозділи гірської артилерії, зв'язку, забезпечення тощо |
| 2-га армія | 2-й корпус                  | 3-тя піхотна дивізія, 4-та піхотна дивізія, 32-га піхотна дивізія, 11-й польовий артилерійський полк, 9-й, 10-й берсальєрські мотоциклетні батальйони, підрозділи зв'язку |
| 2-га армія | 4-й корпус                  | 7-ма піхотна дивізія, 8-ма піхотна дивізія, 33-тя піхотна дивізія, берсальєрська дивізія, Альпійські групи A і B, 5-й берсальєрський полк, 4-й польовий артилерійський полк, підрозділи зв'язку, забезпечення тощо |
| 2-га армія | 12-й корпус                 | 23-тя піхотна дивізія, 24-та піхотна дивізія, 10-й берсальєрський полк, три авіаційні ескадрильї, підрозділи артилерії, зв'язку, забезпечення тощо |
| 3-тя армія | 6-й корпус                  | 11-та піхотна дивізія, 12-та піхотна дивізія, 1-ша кавалерійська дивізія, 6-й, 12-й берсальєрські мотоциклетні батальйони, 3-й польовий артилерійський полк, дві ескадрильї літаків Blériot, інженерні підрозділи, підрозділи важкої артилерії, зв'язку, забезпечення тощо |
| 3-тя армія | 7-й корпус                  | 13-та піхотна дивізія, 14-та піхотна дивізія, 2-й польовий артилерійський полк, підрозділи артилерії, зв'язку, забезпечення тощо |
| 3-тя армія | 11-й корпус                 | 21-ша піхотна дивізія, 22-га піхотна дивізія, 2-га кавалерійська дивізія, 9-й польовий артилерійський полк, інженерні підрозділи, підрозділи зв'язку, забезпечення тощо |
| 3-тя армія | п'ять авіаційних ескадрилій | |
| 4-та армія | 1-й корпус                  | 1-ша піхотна дивізія, 2-га піхотна дивізія, 10-та піхотна дивізія, 21-й легкий кавалерійський полк, 8-й польовий артилерійський полк, інженерні підрозділи, підрозділи зв'язку, забезпечення тощо |
| 4-та армія | 9-й корпус                  | 17-та піхотна дивізія, 18-та піхотна дивізія, 3-й берсальєрський полк, батальйони територіальної й альпійської міліції, 1-й польовий артилерійський полк, підрозділи зв'язку, забезпечення тощо |
| Резерв     | 8-й корпус                  | 16-та піхотна дивізія, 29-та піхотна дивізія, 23-й легкий кавалерійський полк імені Умберто I, 7-й польовий артилерійський полк |
| Резерв     | 10-й корпус                 | 19-та піхотна дивізія, 20-та піхотна дивізія, 12-й польовий артилерійський полк |
| Резерв     | 13-й корпус                 | 25-та піхотна дивізія, 30-та піхотна дивізія, 31-ша піхотна дивізія, 44-й польовий артилерійський полк, 49-й, 50-й, 52-й берсальєрські батальйони |
| Резерв     | 14-й корпус                 | 26-та піхотна дивізія, 27-ма піхотна дивізія, 28-ма піхотна дивізія, 47-й польовий артилерійський полк, 56-й берсальєрський батальйон |
| Резерв     | 3-тя кавалерійська дивізія  | |
| Резерв     | 4-та кавалерійська дивізія  | |

| 5-та армія                       | 7-й корпус            | 1-ша піхотна дивізія, 20-та піхотна дивізія, 57-ма піхотна дивізія, 58-ма піхотна дивізія, 61-ша піхотна дивізія             |
| 5-та армія                       | 15-й корпус           | 187-ма піхотна бригада, 6-та гірська бригада, 14-та гірська бригада, 16-та гірська бригада, 81-ша Гонведська піхотна бригада |
| 5-та армія                       | 16-й корпус           | 17-та піхотна дивізія, 18-та піхотна дивізія, 50-та піхотна дивізія                                                          |
| 39-та Гонведська піхотна бригада |                       | |
| 1-ша гірська бригада             |                       | |
| 2-га гірська бригада             |                       | |
| 3-тя гірська бригада             |                       | |
| 4-та гірська бригада             |                       | |
| 5-та гірська бригада             |                       | |
| 7-ма гірська бригада             |                       | |
| 8-ма гірська бригада             |                       | |
| 10-та гірська бригада            |                       | |
| 12-та гірська бригада            |                       | |
| 13-та гірська бригада            |                       | |
| 15-та гірська бригада            |                       | |
| Резерв                           | 93-тя піхотна дивізія | 93-тя піхотна дивізія |

## Кампанія 1915 року

### Початок бойових дій
Одразу після оголошення війни у ніч на 24 травня італійська армія перейшла в наступ, не завершивши зосередження та розгортання військ. Наступ розвивався за чотирма напрямками. Італійські армії переважали австро-угорські війська за чисельністю вдвічі, однак австрійці мали вигідніше стратегічне розташування. В артилерійській підготовці взяли участь 700 італійських гармат. Бої розгорнулись одночасно на Ізонцо, у Карнійських та Кадорських Альпах, у Трентіно. У Трентіно, де наступ здійснювався кількома колонами, що сходились, італійським військам вдалось просунутись на лінію Коль-ді-Тонале — Рево — Роверето — Борго. В Кадорі частинам, що наступали, вдалося захопити Монте-Кроче і Кортіну-д'Ампеццо. У Карпінських Альпах італійці просувались особливо повільно і не змогли досягти жодних результатів.

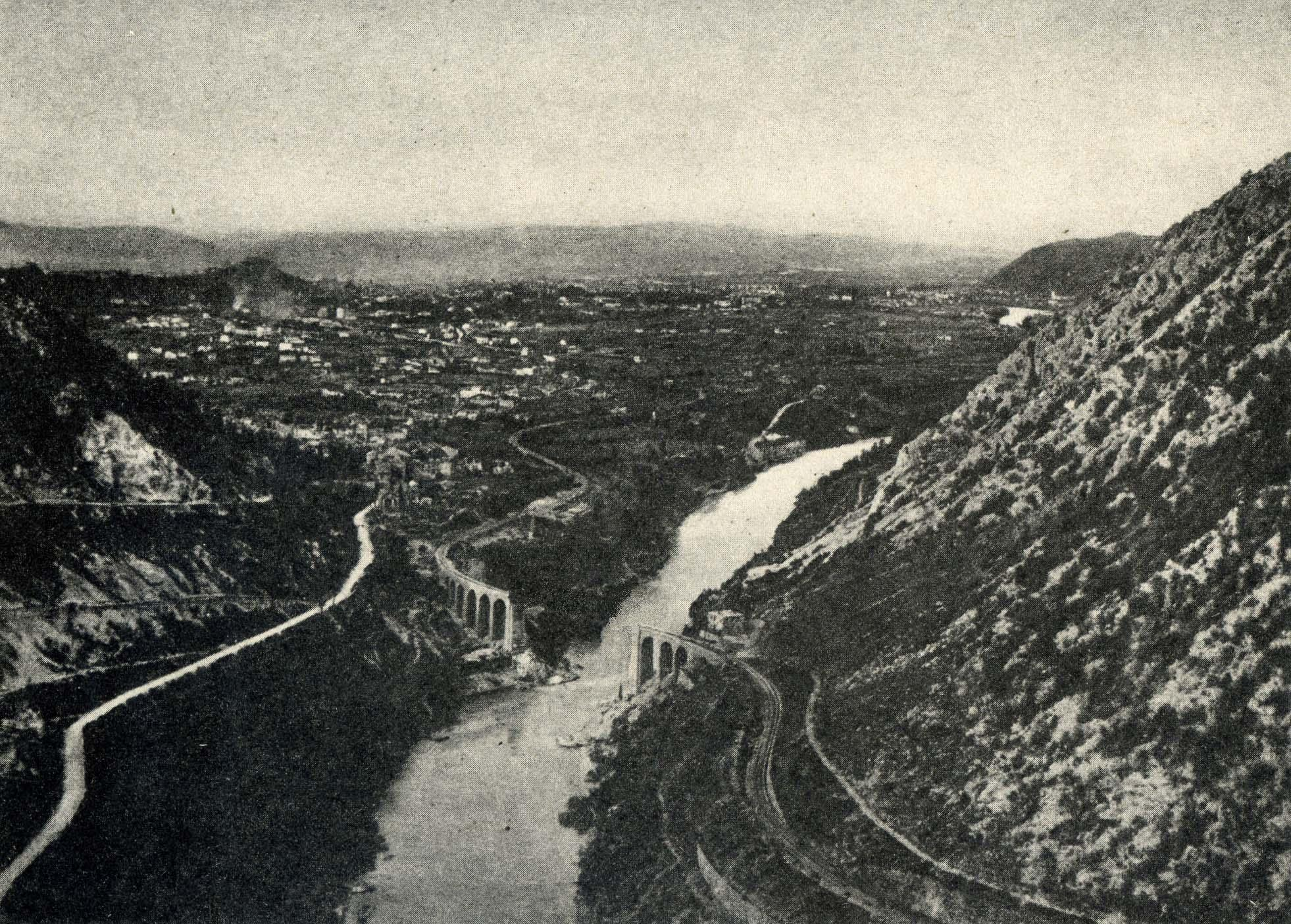
Гориція (ліворуч) і річка Ізонцо

Основним напрямком наступу став район Ізонцо, де зосередилось головне угрупування італійських військ. Бої там набули запеклого характеру. На всьому фронті наступу, від Монте-Неро до Мої-Фальконе, зав'язались важкі прикордонні бої. Попри запеклий опір австрійських частин тим, хто наступав, вдалось переправитись через Ізонцо. Австрійське командування відвело свої частини на підготовлені оборонні рубежі. Італійцям вдалось розширити плацдарм після форсування річки біля Плави та захопити висоту Монте-Неро. Італійським частинам вдалось увійти до міста Гориція, однак невдовзі їм довелось звідти відступити. Подальше просування італійських військ було призупинено контратаками австро-угорських військ, які отримали дві свіжі дивізії. Одним із факторів зупинки італійського наступу, окрім дій австрійської армії, стали помилки італійського командування, передусім недостатня артилерійська підготовка (за нестачі артилерійських боєприпасів). Також під час пересування військ вперед артилерія не підтримувала піхоту, що вела наступ, атаки були розрізненими, дротові загородження не було знищено артилерією.
Підсумком першого італійського наступу, що отримав назву Перша битва при Ізонцо, стало захоплення італійською армією незначних територій і зрив італійського плану на захоплення панівних висот на австрійсько-італійському кордоні. Втрати італійців склали 16 000 вбитими, пораненими та полоненими (з яких близько 2000 — вбитими); австрійська армія втратила 10 000 вбитими, пораненими й полоненими (з яких близько 1000 — вбитими).

### Друга битва при Ізонцо

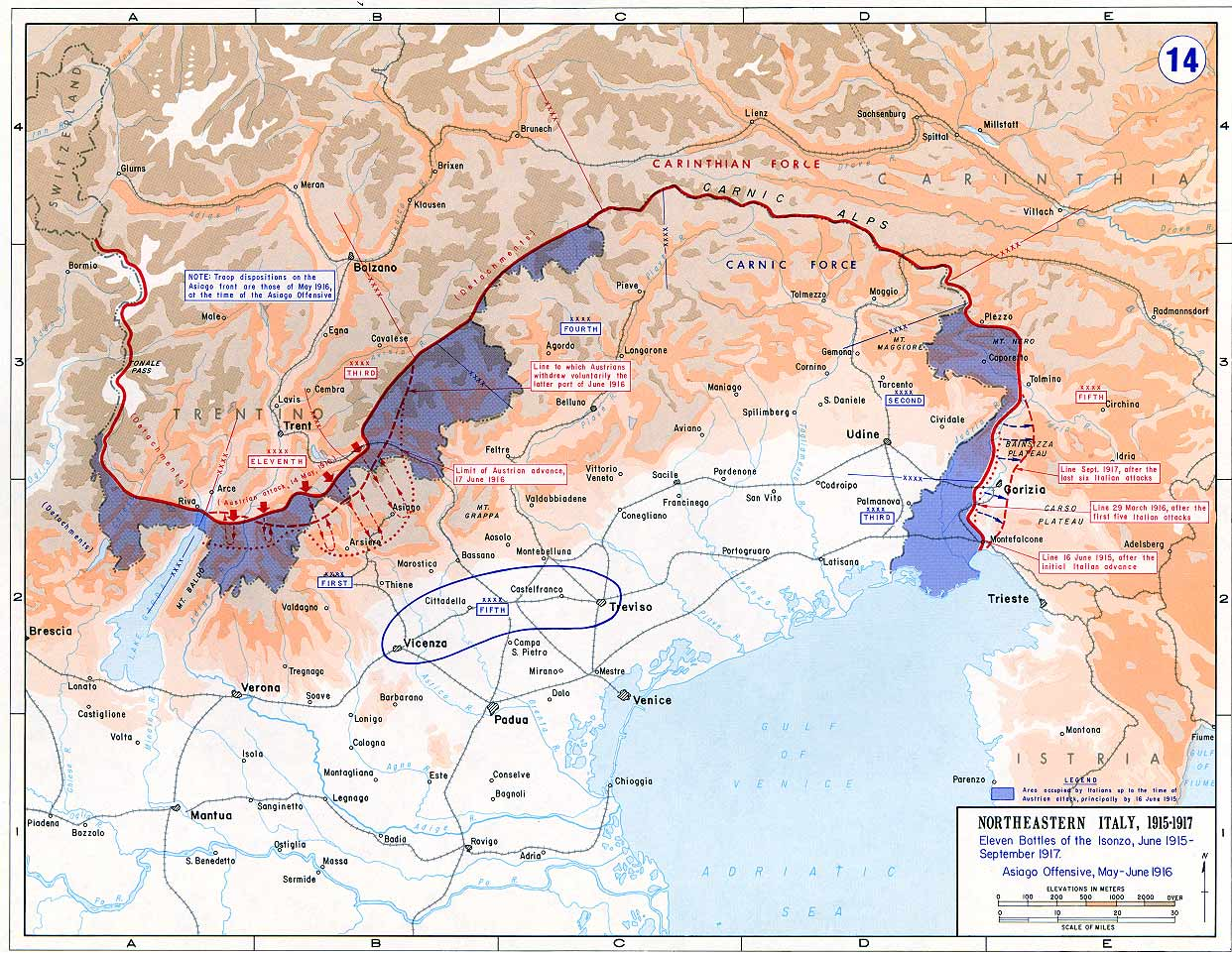
Італійський фронт у 1915—1917 роках

До кінця червня зосередження італійських військ на театрі бойових дій було завершено. Командування італійської армії вирішило провести другий наступ у долині Ізонцо. На фронті завширшки 90 км було розгорнуто 19 дивізій з 1200 гарматами, австро-угорські війська на тій ділянці мали 13 дивізій і 700 гармат. Під час підготовки нового наступу Кадорна врахував невдалий досвід першої битви. Більше уваги приділили ретельнішій артилерійській підготовці, однак нестача артилерійських боєприпасів, гвинтівок, а також ножиць для знищення колючого дроту, знівелювала чисельну перевагу італійців.
23 червня почався другий наступ італійців. Бої набули запеклого характеру, потужні удари італійських військ спрямовувались головним чином проти укріплених районів Тольміно та Гориці з метою розширення плацдарму біля Плави, який було захоплено під час першого наступу. На плато Крас зав'язались запеклі рукопашні бої між італійськими та австро-угорськими військами. Ті бої були дуже кривавими, наприклад, австрійська 20-та піхотна дивізія втратила дві третини особового складу. Поблизу Тольміно й Гориці італійці зазнавали важких втрат, оскільки їхні атаки відбивали кулеметним й артилерійським вогнем австро-угорські війська, а у разі вклинювання до австрійської оборони оборонці вибивали італійців сміливими контратаками. Через значні втрати й нестачу резервів 7 липня наступ було припинено. Воєнні дії знову набули позиційного характеру.
18 липня, перегрупувавши сили та підтягнувши резерви, італійці відновили наступ. У новому наступі чисельність італійських військ сягнула 250 тис. вояків проти 87 тис. австрійців. Однак і триразової переваги італійців виявилось недостатньо, слабка італійська артилерія не змогла зруйнувати загородження з колючого дроту, завдати шкоди окопам австрійців та підготувати атаку. Наступ здійснювався розрізнено і через значні втрати й нестачу боєприпасів 3 серпня його було призупинено. Італійська армія втратила 43 тис. вбитими, пораненими й полоненими, австро-угорці втратили 48 тис. убитими, пораненими та полоненими. У всіх боях того періоду Кадорна послідовно дотримувався тактики масованих атак по всьому фронту, попри те, що досвід ведення бойових дій на Західному фронті довів її неефективність. Той великий наступ тривав понад місяць, однак істотних результатів італійці не здобули.
Попри невдалі дії італійської армії, їй вдалося відтягнути на себе австрійські сили зі Східного фронту. Протягом усієї літньої кампанії 1915 року австрійське командування перекинуло зі Східного фронту до Ізонцо 8 дивізій.

### Подальші бойові дії

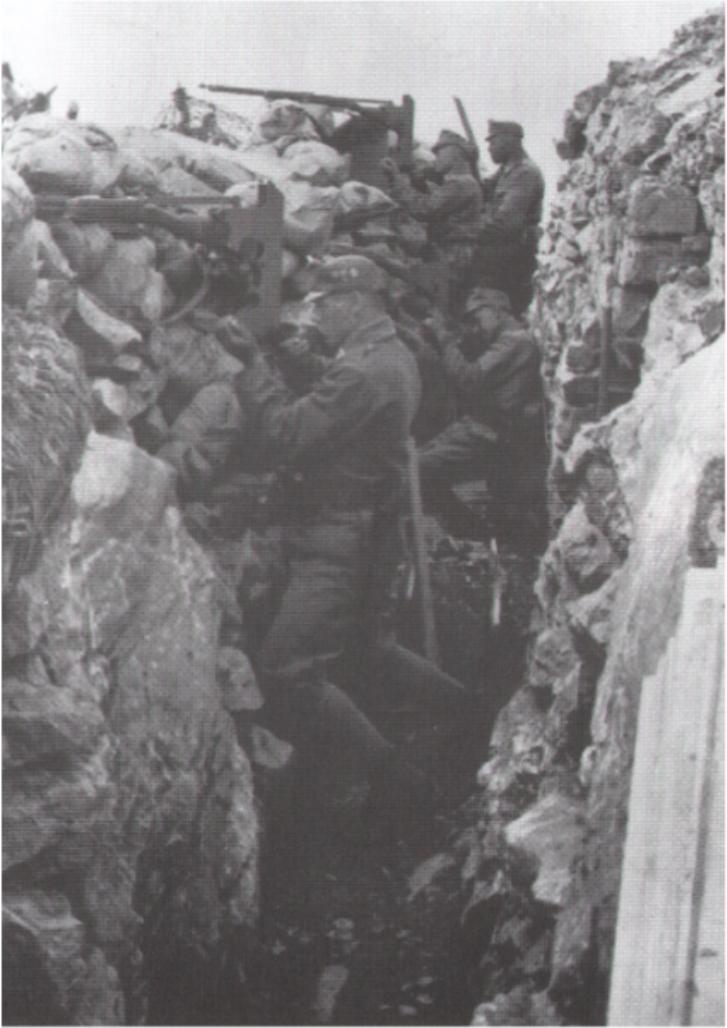
Район Ізонцо. Австро-угорська піхота в обороні

Наприкінці кампанії 1915 року італійське командування провело ще дві наступальні операції в районі Ізонцо, щоб послабити австрійський тиск на Сербію.
Восени активні бойові дії на Італійському фронті відновились. Італійське командування зосередило для проведення нової операції на Ізонцо 338 батальйонів, 130 кавалерійських ескадронів зі 1372 гарматами. 18 жовтня розпочався третій наступ італійської армії. Завдяки вдалій артилерійській підготовці італійцям спрожогу вдалося захопити Плаву. Вони спробували обійти австрійські війська поблизу Гориці з флангу, однак наштовхнулись на запеклий опір австрійських військ, які отримали підкріплення з Сербії та Галичини. Завдяки контрманевру командувача австро-угорської армії генерала Бороєвича австрійці змогли утримати свої позиції. Затишшя на фронті тривало лише два тижні, після чого італійці почали новий наступ. Італійська армія втратила 67 100 осіб убитими, пораненими й полоненими (з них 11 000 — вбитими); австро-угорська армія втратила 40 400 осіб убитими, пораненими й полоненими (з них 9000 — убитими).
10 листопада почався четвертий наступ італійської армії в Ізонцо. Основним завданням нової операції італійське командування визначило захоплення Гориці, тому основні сили 2-ї армії націлились саме на те місто, втім і на інших ділянках долини Ізонцо тривали запеклі бої. Наприклад, італійці п'ять разів атакували гору Сей-Бусі, однак всі спроби виявились марними. Жорстокі бої розгорнулись наприкінці листопада поблизу Тольміно, однак до початку грудня бойові дії почали вщухати. Серед інших у тих боях на стороні Австро-Угорщини брав участь окремий батальйон 66-го Унгварського піхотного полку, до якого мобілізовувались українці.
2 грудня четверта битва при Ізонцо завершилась, настало сильне похолодання, що додало проблем сторонам. Італія втратила 113 000 вбитими, пораненими й полоненими, Австро-Угорщина 70 000 вбитими, пораненими й полоненими. Для прориву позиційного фронту в італійців було катастрофічно мало важкої артилерії.
Підсумки кампанії 1915 року для Італії були невтішними, всі важливі у стратегічному відношенні пункти, як-от Роверето, Трієнт, Тоблах, Тарвіз, Гориція і Трієст, залишились у руках австрійців. За одну кампанію італійська армія втратила найбільш підготовлених солдатів й офіцерів, загальні втрати італійців за 1915 рік склали 280 000 вбитими, пораненими й полоненими. При цьому італійська армія не досягла жодних стратегічних результатів. Але все ж дії італійської армії справили позитивну роль у кампанії 1915 року. До італійського театру бойових дій було прикуто 25 австрійських дивізій.
Австрійське командування було задоволене результатами кампанії 1915 року, оскільки вдалось утримати найважливіші пункти на фронті. Стурбованість австрійських генералів викликали великі втрати у військах, це змушувало австрійське командування звернутись по допомогу до союзника — Німеччини, попри те, що на Італійський фронт було перекинуто додаткові сили. Після того на Італійському фронті діяли вже три австро-угорські армії: армія Данкля — в Тіролі й на річці Адідже, армія Рора — в Каринтії й армія Бороєвича — на річці Ізонцо.

## Кампанія 1916 року

### Відновлення активних дій
План італійського командування на кампанію 1916 року було розроблено на союзній конференції країн Антанти в Шантільї 6—9 грудня 1915 року. Той план передбачав активний, потужний одночасний наступ сил Антанти проти австро-німецьких військ на трьох головних театрах бойових дій: Західному, Східному й Італійському.
За кампанію 1915 року італійська армія значно зменшилась. Це змусило італійське керівництво в листопаді 1915 року оголосити призов на військову службу 19-річних юнаків. Окрім того, на початку 1916 року, розпочався призов старшого віку для формування робочих батальйонів і служб забезпечення тилу.
Додаткова мобілізація в Італії дозволила до квітня 1916 року сформувати чотири нових корпуси, а також велику кількість підрозділів територіальної міліції, робочих батальйонів тощо. Велику увагу італійське командування приділило й забезпеченню армії, особливо це стосувалось озброєння. До війська надійшла велика кількість кулеметів й артилерії. Наприклад, якщо в травні 1915 року в італійських військах було 350 кулеметних взводів, то до квітня 1916 року їх кількість зросла понад 1000, не враховуючи 11 кінно-кулеметних ескадронів та 6 автомобільних кулеметних взводів. Також збільшилась кількість артилерії, до військ надійшло понад 100 польових та гірських гармат. Було сформовано перші 38 зенітних батарей. Значно зросло виробництво боєприпасів.
Австрійське командування, завершивши активні наступальні операції на Східному фронті, перекинуло вивільнені дивізії на Італійський фронт, збільшивши чисельність військ та артилерії. Із настанням холодів, активні бойові дії на всій ділянці фронту припинились, відбувалися лише кволі артилерійські перестрілки та дії малих підрозділів. Більш значущі бої почались у січні 1916 року, коли австро-угорські війська раптово перейшли в наступ і захопили італійські позиції поблизу Гориці.

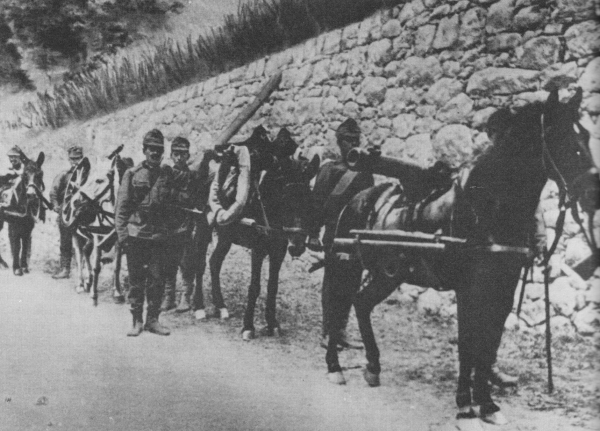
Австро-угорська гірська артилерія

Новий масштабний наступ італійської армії розпочався в березні 1916 року на прохання французького головнокомандувача Жоффра. Той наступ мав на меті не дати можливості австро-німецькому командуванню перекинути війська з Італійського фронту під Верден, де в той час французька армія вела запеклі оборонні бої. Командувач італійської армії генерал Кадорна для наступу в Ізонцо розгорнув значні сили (7 корпусів). 11 березня почалась артилерійська підготовка на всій ділянці фронту від Плеццо до моря. Однак внаслідок густого снігопаду й дощу артилерійська підтримка не дала очікуваних результатів. Просування італійських військ було мінімальним, у деяких місцях австрійці самі перейшли в контратаки, бої тривали до 29 березня. Той наступ не приніс італійському командуванню жодної вигоди. Та битва не була такою кривавою, як попередні наступи італійської армії. Італійці втратили 1882 особи вбитими, пораненими й полоненими, австро-угорська армія втратила 1985 осіб убитими, пораненими й полоненими.
Після п'ятої битви на Ізонцо генерал Кадорна активно почав готуватись до шостого наступу, який мав стати частиною загального наступу Антанти проти військ австро-німецького блоку.

### Битва під Трентіно
Наступною значною операцією на Італійському фронті став наступ австро-угорських військ у Трентіно. Той наступ (часто називається «битва біля Асіаго») був украй заманливим для австро-угорського командування, у разі його успішної реалізації італійським військам у долині Ізонцо загрожувала катастрофа, оскільки вони були б відрізані від своїх баз постачання та змушені капітулювати.
План австрійського наступу передбачав прорив італійської оборони у Трентіно, між озером Гарда та річкою Брента, просування до Венеційської долини й ізоляція основного угрупування італійських військ на Ізонцо від їхніх тилових баз.
Для здійснення того наступу головний ініціатор операції австрійський генерал Франц Конрад фон Гецендорф зажадав від Німеччини надіслати на Італійський театр 8 дивізій, обіцяючи ледь не виведення Італії з війни.
Однак не надто вірячи в успіх наміченого плану, німецьке командування відмовило Конраду у проханні про перекидання 8 німецьких дивізій. Однак Гетцендорф був упевнений в успіху, до Трентіно почали перекидати австро-угорські дивізії із Сербського та Східного фронтів. До травня у Трентіно було зосереджено 18 австрійських дивізій із 2000 гармат, які було розподілено на 2 армії: 3-тю генерала Кевесса фон Кевессгази й 11-ту генерала фон Данкля, під загальним командуванням ерцгерцога Євгена.
У той час італійське командування посилено готувалось до шостого наступу в Ізонцо. Перекидання австрійських військ до Трентіно не були таємницею для італійського командування, оскільки такі перегрупування здійснювалися дуже повільно через наявність лише однієї залізниці. Втім генерал Кадорна мало вірив в успіх австрійського наступу у Трентіно, оскільки австро-угорські війська перебували під ударом російських військ у Галичині. Вся увага верховного італійського командування також була зосереджена в Ізонцо, де готувався новий наступ, внаслідок цього флангу в Трентіно італійці приділяли мінімум уваги. На ділянці ймовірного прориву австро-угорської армії італійські війська мали лише 160 батальйонів і 623 гармати.

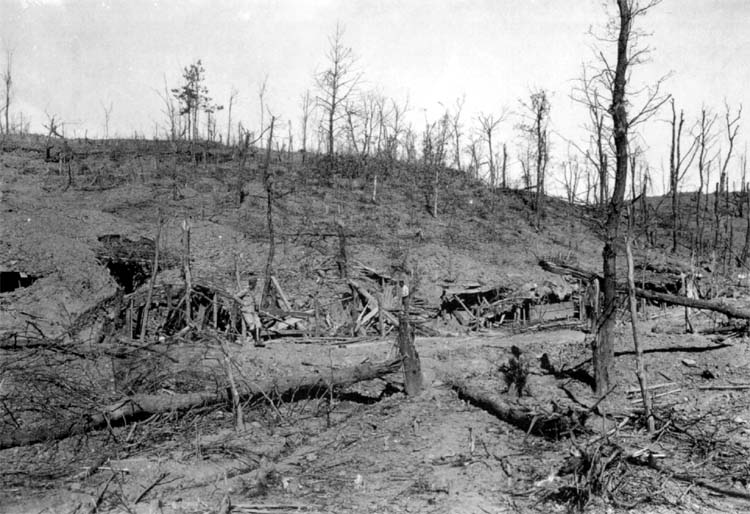
Битва біля Асіаго. Наслідки артобстрілу у Трентінських Альпах

Потужне угрупування австро-угорських військ 15 травня почало перший широкомасштабний наступ на Італійському фронті. Потужна артилерійська підготовка знищила оборонні споруди італійців і завдала великих збитків оборонцям. Австрійській піхоті спрожогу вдалось захопити першу лінію італійської оборони. У наступні дні італійців відкинули ще на 3—12 км. Австро-угорські війська наступали між Адідже та Брентою, маючи за найближчу мету захопити висоту Семи Комун, яка панувала над долиною річки Брента.
Італійська армія була змушена відступати на фронті у 60 км. Генерал Кадорна, розуміючи всю небезпеку ситуації, що склалась, терміново звернувся до генерала Жоффра з вимогою, щоб останній наполіг на якнайшвидшому наступі російської армії в Галичині раніше призначеного терміну. Тим часом енергійний австрійський наступ тривав, і 30 травня австрійці захопили Арсьєро й Азіаго. Це змусило Кадорну повторно звернутись до російського командування з вимогами розпочати наступ у найближчі 24 години на Східному фронті, щоб відтягнути частину австрійських дивізій із Трентіно на себе.
Однак невдовзі австро-угорський наступ почав ущухати, австрійські війська призупинились, очікуючи на підхід важкої артилерії. Це дало змогу Кадорні перекинути значні сили до Трентіно (близько 40 000 осіб). Австрійські війська вже втомились, і їхній натиск помітно слабшав. 4 червня почався Брусиловський прорив на Східному фронті, австрійський фронт було прорвано, російська армія розгромила 4-ту австро-угорську армію та захопила Луцьк. Це змусило Конрада перекинути половину сил із Трентіно до Галичини. За таких умов про жодне продовження наступу не могло бути й мови. Австрійські війська лишались на займаних позиціях. 16 червня австрійським військам було віддано наказ припинити активні дії.
Одночасно із запеклими боями в Трентіно місцеві бої тривали й на Ізонцо, де австрійське командування планувало широкі демонстративні дії: потужний артилерійський вогонь, атаки у декількох напрямках тощо. В одній із таких сутичок австрійці вперше на Італійському фронті застосували хімічну атаку, що вивела з лав 6300 італійських солдат.
Завдяки перекиданню до Трентіно значних сил Кадорна зумів сформувати нову (5-ту) армію та здійснити контратаку в Трентіно. Під час кривавої битви поблизу Асіаго італійці втратили 15 000 убитими, 76 000 пораненими, 56 000 полоненими та 294 гармати. Австрійці втратили 10 000 вбитими, 45 000 пораненими та 26 000 полоненими.
Поразка італійської армії у Трентінській операції вразила всю Італію. Хоча до того італійська армія й не мала гучних успіхів, але вона не зазнавала важких поразок. Бойові дії розгорнулись на території Італії (в ході наступу австро-угорські війська перебували за 30 км від Віченци). Невдачі на фронті призвели до того, що 12 червня пішов у відставку кабінет Саландри. Було сформовано новий уряд Паоло Боселлі, який виступав за більш рішуче ведення бойових дій та активнішу співпрацю з союзниками.

### Подальші бойові дії на Ізонцо
Попри важкі наслідки Трентінської операції для італійської армії, Кадорна не полишав думок про шостий наступ у районі Ізонцо. Однак зважаючи на те, що великі сили італійцям довелось перекидати до Трентіно залізницею, розмах операції був значно меншого масштабу. Планувалось зосередити основні сили біля Гориці й заволодіти горицьким плацдармом. 3-тя армія, якій відводилась головна роль у майбутньому наступі, була посилена дванадцятьма дивізіями та значною кількістю артилерії. На тій ділянці оборону тримала 5-та австро-угорська армія, що мала лише 8 дивізій і значно поступалась італійцям за артилерією.

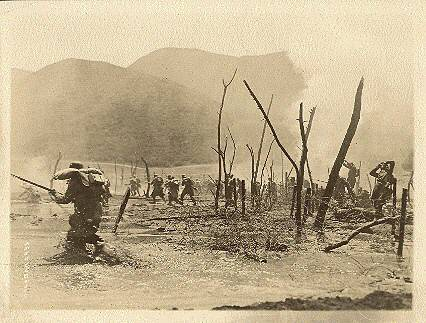
Італійські солдати в операції на Ізонцо

Наступ розпочався силами 3-ї армії на фронті завдовжки 23 км 7 серпня. Артилерійська підготовка дала свої результати, укріплення австрійців було зруйновано, батареї противника подавлено вогнем. Наступ розвивався успішно, італійська піхота просунулась у деяких місцях на 4—5 км. Переправившись через Ізонцо на захід від Гориці, італійські війська 8 серпня захопили місто. Втім на сході австрійці встигли створити укріплену оборону, й атаки італійців там успіху не мали.

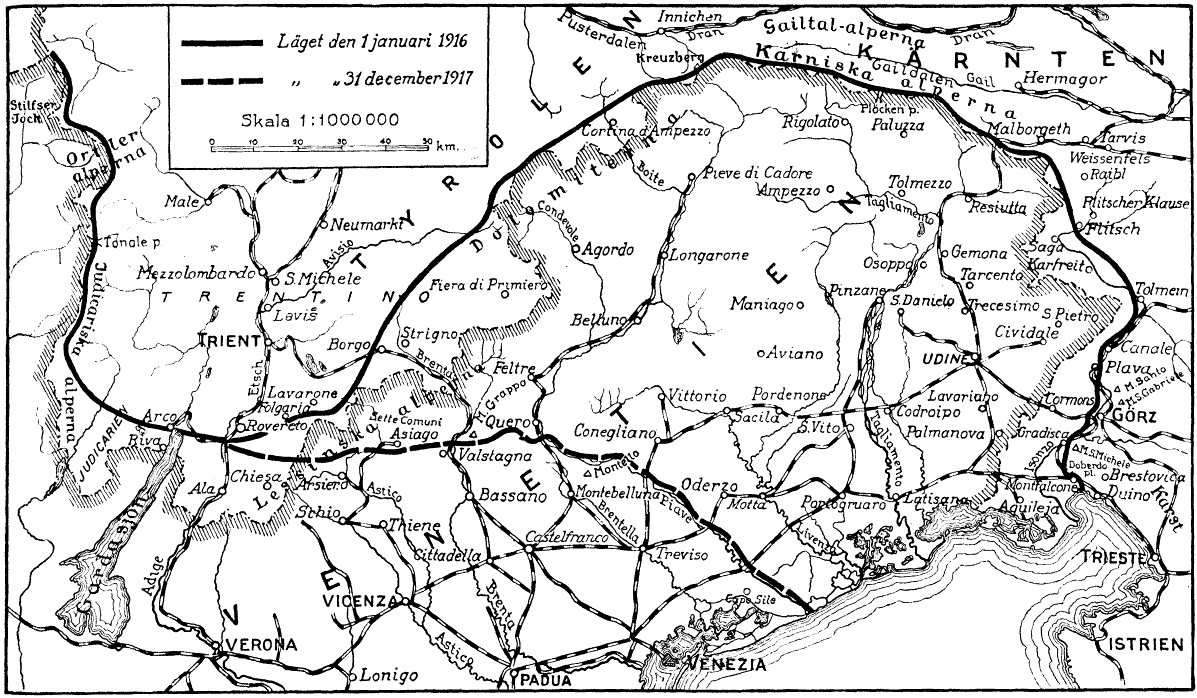
Італійський фронт. 1916—1917

17 серпня операцію було завершено. Шостий наступ на відміну від попередніх італійських спроб, приніс італійській армії позитивні результати. Було покращено становище італійських позицій, захоплено низку населених пунктів, зокрема й Нову-Горику. Італійці втратили 51 000 вбитими та пораненими, австро-угорські війська втратили 40 000 вбитими та пораненими.
Успіхи військ Антанти на Західному та Східному фронтах (битва на Соммі та Брусиловський прорив) викликали у Кадорни бажання якомога швидше відновити наступ у районі Ізонцо. Однак через виснаження сил і нестачу матеріальних засобів італійська армія могла здійснювати лише операції місцевого значення.
До завершення кампанії 1916 року італійці провели ще три (сьомий, восьмий і дев'ятий) наступи біля Ізонцо з метою захоплення східних і південних районів біля Гориці. Однак всі три наступи завершились провалом. Італійським військам не вдалось виконати поставлені завдання. В осінніх боях втрати італійської армії за різними оцінками склали від 100 000 до 115 000 осіб, австрійці втратили близько 80 000 вояків убитими, пораненими та полоненими.
Кампанія 1916 року на Італійському фронті не принесла очікуваних результатів жодній зі сторін, лише виснаживши їхні сили. За кампанію 1916 року з італійської армії вибули 483 000 вояків, з австро-угорської 260 000 вояків

## Кампанія 1917 року

### Літні наступи італійської армії
План італійського командування на кампанію 1917 року було розроблено разом із союзниками на міжсоюзницькій конференції в Шантільї 15—16 листопада 1916 року. Зважаючи на відсутність достатніх матеріальних засобів, рішучий наступ залежав від допомоги союзників.
У перші місяці 1917 року, коли за погодними умовами провести наступ було неможливо, італійське командування зміцнювало армію. Було сформовано 8 нових дивізій, чисельність артилерії сягнула 2100 гармат. Оскільки командування французької та британської армій вважали основним фронтом Західний, вони обмежились відправкою до Італії лише 99 гармат. Новий наступ на Ізонцо (вже десятий за ліком) Кадорна почав готувати, переконавшись, що австрійці не планують наступу в Трентіно. Для прориву австро-угорського фронту було зосереджено 28 дивізій, австрійці на тій ділянці мали 18 дивізій. Наступ почався 14 травня, артилерійською підготовкою на ділянці від Плави до Гориці. В операції також брали участь 130 італійських літаків, що бомбили австро-угорські позиції й обстрілювали їх кулеметним вогнем. Італійська піхота, перейшовши в атаку, зуміла поліпшити свої позиції, просунувшись на 2—3 км. Було захоплено 7 000 полонених та велике число трофеїв. Потім Кадорна спрямував головний удар на південь. Італійці зуміли захопити першу лінію оборони й низку панівних висот. Подальші бої також принесли результати італійським військам, вони просунулись ще на 2—4 км. 29 травня їхній наступальний запал пішов на спад, і вони взялися до організації оборони на захоплених ділянках.
Австрійське командування побоювалось, що італійська армія під час подальшого наступу може захопити Трієст, тому 5-ту армію Бороєвича посилили трьома свіжими дивізіями. Під час десятої битви при Ізонцо італійці втратили 36 000 убитими, 96 000 пораненими й 25 000 полоненими. Австрійці втратили 100 000 убитими й пораненими та 24 000 полоненими.

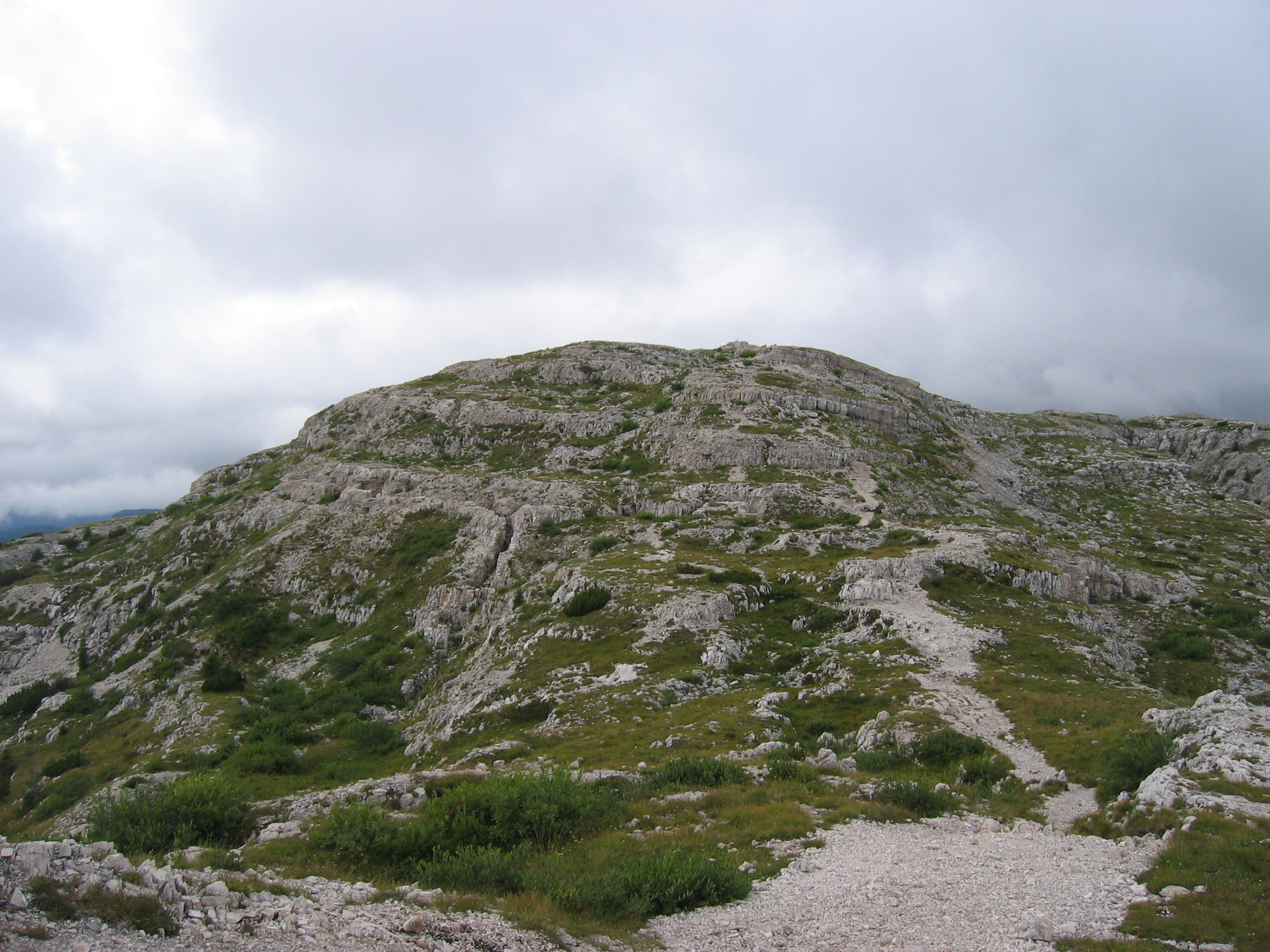
Вершина гори Ортігара

Одночасно від 10 червня італійське командування вдалось до спроби силами чотирьох корпусів поліпшити свої позиції на південь від Трентіно. Атаки італійців тривали до 25 червня, але виявились безуспішними та супроводжувались важкими втратами. Альпійські частини італійської армії зуміли захопити вершину Монте-Ортігара, однак невдовзі їх потужно атакували альпійські частини австро-угорської армії. Зазнавши значних втрат, італійські частини залишили раніше захоплені позиції. Там італійська армія втратила близько 17 000 вбитими та пораненими, австрійські втрати склали 9000 убитими й пораненими. За провал операції від посади усунули командувача 6-ї італійської армії генерала Мамбретті. Той наступ увійшов до історії як битва при Монте-Ортігара.

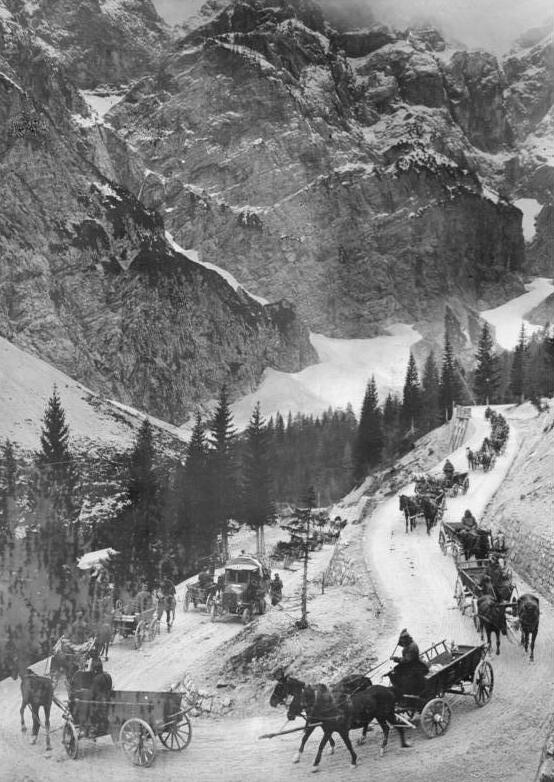
Рух обозу австро-угорських військ у долині Ізонцо

18 серпня на Ізонцо від Тольміно до гирла річки Тімаво почався новий великий наступ італійської армії — розпочалась одинадцята битва при Ізонцо. Метою наступу було захоплення панівних висот, що мали забезпечити міцність фронту. До того ж у липні 1917 року на нараді командувачів союзних армій було висловлено побажання, щоб італійська армія до кінця 1917 року провела ще один великий наступ. Реалізація операції покладалась на 2-гу й 3-тю італійські армії. Обидва військових об'єднання мали сильний склад: разом на ділянці наступу італійці зосередили 51 дивізію (600 батальйонів) та близько 5200 гармат, було заготовлено 3 500 000 снарядів. Головний удар завдавали частини 2-ї армії на плато Байнзіцца, 3-тя армія наступала у смузі від річки Віпакко до моря. Італійцям протистояла 5-та армія Бороєвича у складі 14 дивізій (250 батальйонів) із 2200 гарматами.
У ніч на 19 серпня італійці почали зводити мости через Ізонцо, проте із запланованих чотирнадцяти було зведено лише шість. До ранку 19 серпня італійці, форсувавши річку, атакували австрійські позиції. Наступ на ділянці 2-ї армії відбувався доволі успішно, їй вдалося просунутись на 10 км та захопити 20 000 полонених і значну кількість трофеїв. Однак, унаслідок втрат, стомленості військ та відсутності резервів 29 серпня наступ було вирішено припинити.

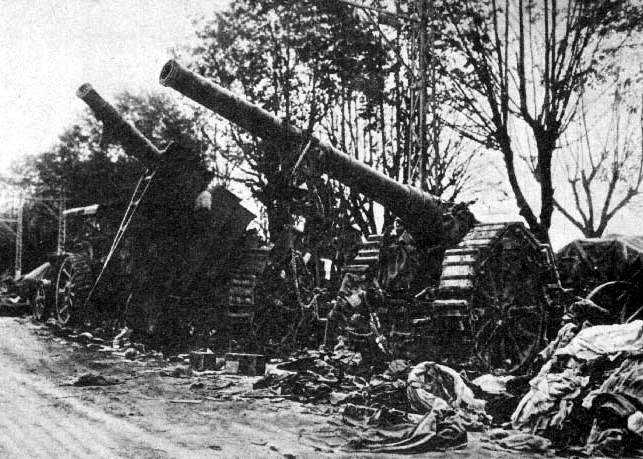
Італійська важка артилерія

3-тя армія почала наступ 19 серпня, і, попри підтримку італійських та англійських кораблів із моря, не змогла просунутись вперед. Наступ у смузі 3-ї армії було припинено 23 серпня через значні втрати. У наступні дні відбувалися бої місцевого значення. В одинадцятому наступі на Ізонцо італійці втратили 20 000 убитими, 50 000 пораненими та 50 000 зниклими безвісти (з них 20 000 було взято у полон). Австрійська армія втратила 30 000 убитими, 110 000 пораненими і 20 000 полоненими. Літні наступи італійських військ поставили австро-угорську армію у складне становище. Німецький генерал Людендорф у своїх згадках писав про те, що у разі нового італійського наступу австро-угорська армія могла не витримати удару. Людендорф писав:
|  | Австро-угорська армія на Італійському фронті потребувала підкріплень німецькими військами |

### Битва при Капоретто
Несприятлива для австро-угорських військ ситуація, що склалась після літніх наступів італійців, непокоїла командування. На думку австро-угорського генералітету врятувати становище міг лише наступ, але для його здійснення необхідні були німецькі сили.
На відміну від 1916 року, коли німецьке командування відмовило у допомозі союзниці, того разу Німеччина відгукнулась на прохання австро-угорських генералів. В районі Плеццо і Тольміно було створено ударне угрупування з восьми австрійських та семи німецьких дивізій. З тих п'ятнадцяти з'єднань було сформовано нову 14-ту армію під загальним командуванням німецького генерала Отто фон Белова. Армія була чудово оснащена артилерією: 1621 гармата, 301 міномет і 1000 газометів. Місцем прориву було обрано найслабшу ділянку італійської оборони між Плеццо й Тольміно.

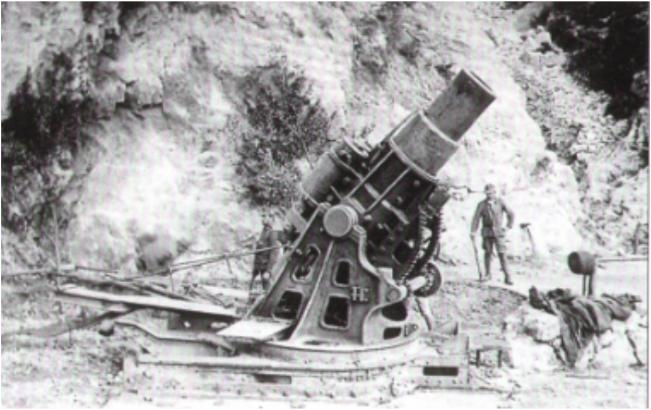
Австро-угорська 305-мм гармата

Головного удару 14-та армія завдавала біля Тольміно. На 1 км фронту перебувало від 207 до 259 гармат та мінометів, така щільність артилерії була найвищою в історії Першої світової війни. Також було заплановано допоміжний удар у Плеццо, дії 14-ї армії підтримували з флангів дві австро-угорські армії (11-та й 2-га Ізонцька). Італійському командуванню було відомо про наступ, що готувався, розвідка виявила перегрупування військ та прибуття на фронт німецьких частин. Однак необхідних заходів італійське командування не вжило, оборонні споруди зводились вкрай повільно.
О другій годині ночі на 24 жовтня австрійська артилерія почала обстріл італійських позицій хімічними снарядами. Вогонь вели по шляхах сполучень, командних пунктах, артилерійських позиціях. Потім до справи взялась важка артилерія (переважно німецька), окопи та бліндажі було зруйновано, зв'язок між окопами і командними пунктами порушено. Хімічна атака загалом вдалася, оскільки засоби протихімічного захисту були недосконалими.
О восьмій годині ранку в наступ перейшла піхота 14-ї армії, італійські позиції було прорвано на двох ділянках, австро-німці просунулись до Плеццо на 6 км і захопили Капоретто. Італійські війська під натиском противника були змушені відходити, до 26 жовтня прорив сягнув ширини близько 30 км та глибини 10—15 км. Зауваживши втечу 2-ї армії, Кадорна наказав усім своїм військам відступити за річку Тальяменто. Знищивши свою артилерію й запаси, вони відійшли за Ізонцо. Австро-німецькі війська вперше за всю війну вступили на італійську територію. 29 жовтня в результаті наступу було захоплено Удіне, звідки похапки втік штаб італійської армії.

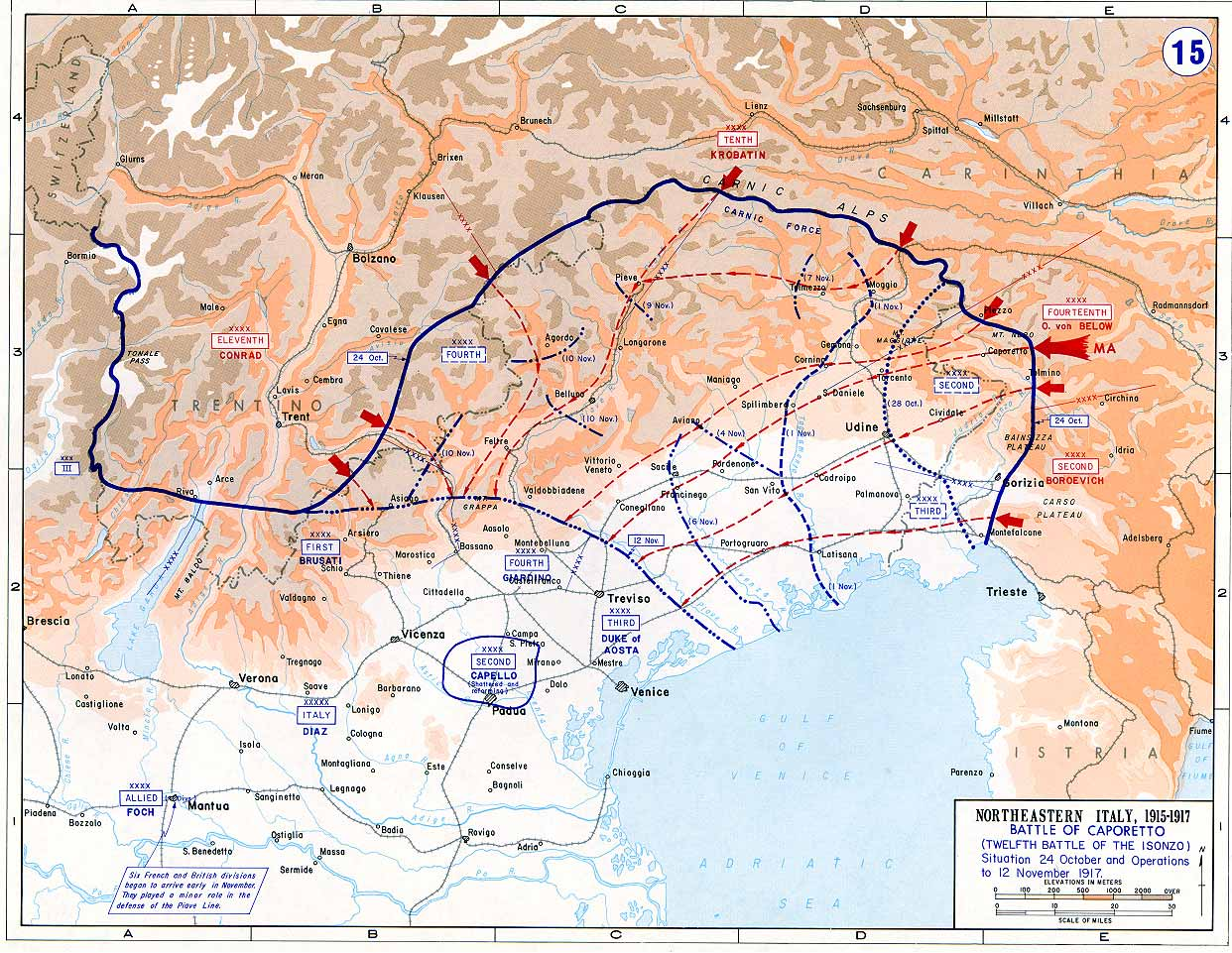
Битва при Капоретто

У багатьох італійських дивізіях панувала паніка, великий безлад у колони військ, що відступали, вносили біженці, кількість яких досягала 400 000 осіб.
Значні успіхи австро-німецьких військ на Італійському фронті занепокоїли союзників Італії. Велика Британія та Франція оголосили про надання допомоги італійським союзникам, 30 жовтня французький та англійський генерали Фердинанд Фош і Робертсон прибули до Тревізо, куди перемістився штаб італійської армії. До Італії почали прибувати англійські та французькі дивізії, загалом до 1917 року їх прибуло одинадцять.
Італійські війська, переправившись через Тальяменто, розраховували створити там міцну оборону й утриматись на тих позиціях. Однак 31 жовтня 3-тю італійську армію атакували з півночі та сходу, внаслідок чого вона зазнала цілковитої поразки, лише полоненими втративши 60 000 вояків. Італійці були змушені продовжувати відхід ще далі, на річку П'яве. Австрійські війська наступали й у Трентіно, до 10 листопада просунувшись на лінію Асіаго — Беллуно.
Важкі поразки італійської армії прискорили падіння італійського уряду. 26 жовтня уряд Боселлі пішов у відставку, новим прем'єр-міністром став Вітторіо Емануеле Орландо, новий уряд активно взявся за здійснення заходів зі зміцнення оборони фронту. 8 листопада командувача італійською армією генерала Луїджі Кадорну усунули від посади (чого активно вимагали й союзники). Його місце посів начальник генерального штабу генерал Армандо Діац.
Після того, як італійська армія продовжила відступати до річки П'яве, австрійський наступ почав уповільнюватись. До 7 листопада італійська армія досягла П'яве, відійшовши від своїх початкових позицій на 70—110 км. До 9 листопада останні частини італійської армії переправились через П'яве. Італійське командування розраховувало утриматись на тій річці. Фронт скоротився на 200 км. На новій ділянці оборони італійська армія мала 700 000 осіб плюс 300 000 осіб із решток 2-ї армії, небоєздатних, без зброї та служб.

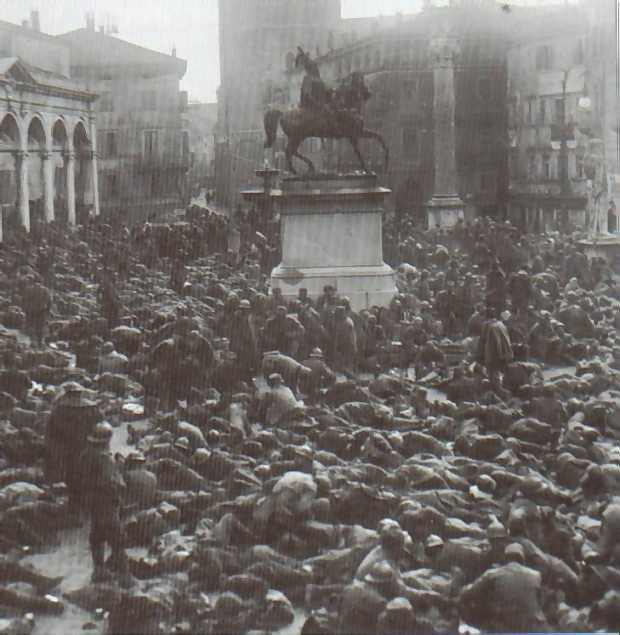
2-га італійська армія в Удіне

10 листопада, підтягнувши решту частин, австро-німці відновили наступ. В ході нових боїв італійській армії удалось утриматись на зайнятих позиціях, при цьому італійське командування кидало в бій непідготовлених 18-річних новобранців (1899 року народження).
З 19 листопада тиск австро-німецьких військ почав вщухати. До 29 листопада нова оборонна смуга на річці П'яве була готова. Англо-французькі дивізії зайняли ділянку оборони в районі Монтелло. Наприкінці грудня наступ австро-німецьких військ остаточно припинився.
Операція біля Капоретто є однією з найбільш значущих в історії Першої світової війни. У ній з обох сторін брало участь понад 2,5 млн чоловік. Австро-німецькому командуванню вдалось здійснити одну з небагатьох в історії війни успішних операцій із прориву позиційного фронту. Поразка італійської армії під Капоретто посилила бойовий дух австро-угорської армії, відвернула 11 союзних дивізій із Західного фронту та позбавила італійську армію можливості здійснювати наступальні операції по суті аж до кінця війни.
Катастрофа під Капоретто прискорила створення об'єднаного командування Антанти. Було створено Вищу військову раду країн Антанти. До неї увійшли глави урядів і представники генеральних штабів Франції, Англії, Італії та США.
У битві при Капоретто італійська армія зазнала колосальних втрат: 10 000 убитими, 30 000 пораненими, 265 000 полоненими, 300 000 військовослужбовців відстали від своїх частин чи просто дезертували. Було втрачено 3152 гармати, що становило практично половину всієї артилерії, 1732 міномети, 3000 кулеметів. 22 авіаційних парки, величезну кількість військового майна та запасів усіх видів. Втрати австро-німців склали 20 000 вояків убитими й пораненими.

## Кампанія 1918 року

### Битва при П'яве
Розгром італійської армії при Капоретто наприкінці 1917 року спонукав італійське командування до напруження всіх сил задля відновлення боєздатності війська. З огляду на сумний досвід Капоретто, було переглянуто оборонну тактику, вжито необхідних заходів зі зміцнення оборони, забезпечено фланги, оборона стала глибоко ешелонованою.
Навесні 1918 року німецька армія почала масштабний наступ на Західному фронті. Щоб прикувати на Італійському театрі якомога більше сил Антанти й не дати союзному командуванню змоги перекинути ті сили до Фландрії та Пікардії, німецьке командування вимагало від Австро-Угорщини здійснити наступальну операцію на Італійському фронті.

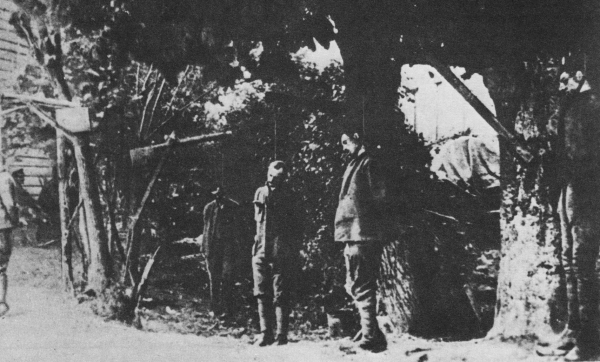
Страчені чеські та словацькі легіонери з Чехословацького легіону. Даванцо, 1918 рік

Однак Антанта також вимагала від італійських військ негайного наступу, щоб також прикувати якомога більше австро-німецьких сил в Італії, й, хоча генерал Діац неодноразово заявляв, що італійська армія ще не готова до наступу, підготовку до операції довелось розпочати. Австро-угорські війська випередили італійців та завдали удару першими.

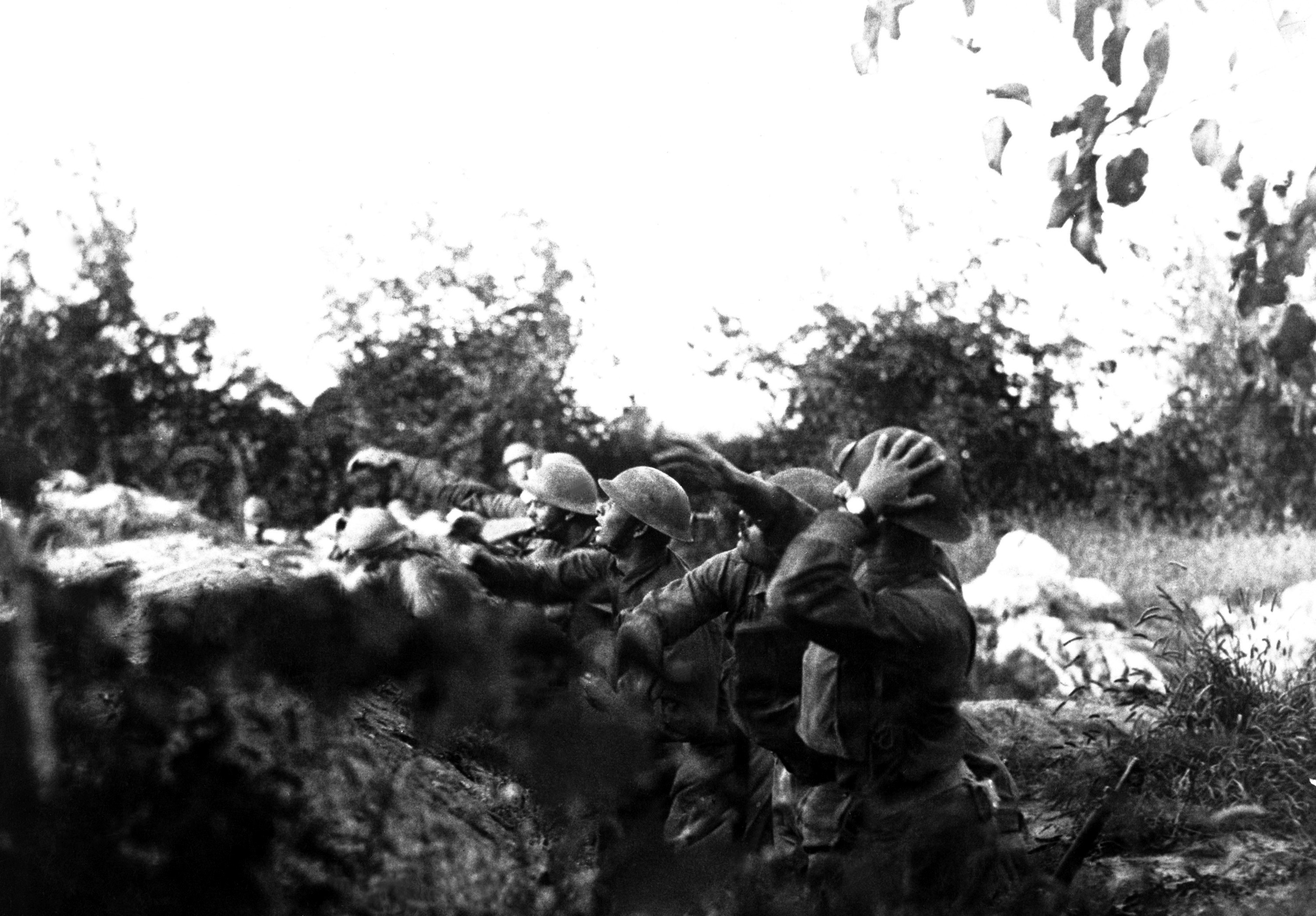
Американські солдати в битві при П'яве

Австрійське командування планувало завдати двох головних ударів на річці Брента і П'яве. Австрійська армія мала 60 дивізій, 7500 гармат, 580 літаків, австро-угорські війська були розділені на 2 групи: західну (генерал Франц Конрад фон Гецендорф), від швейцарського кордону до гори Томбо, та східну (генерал Бороєвич), далі до моря. Італійська армія мала 56 дивізій (зокрема три англійські, дві французькі й одну чехословацьку), 7043 польових і 523 зенітних гармати, 2046 мінометів, 676 літаків, 4 дирижаблі.
Італійська розвідка зуміла довідатись про точну дату початку наступу — 15 червня. Того ж дня після потужної артилерійської підготовки австро-угорські війська перейшли в атаку від річки Астіко до моря. Австрійські війська у деяких місцях зуміли вклинитись в італійську оборону, однак невдовзі їх вибили завдяки вдалим контратаками. Лише поблизу Монтелло австрійці зуміли захопити плацдарм, який зрештою не змогли розширити.
Скупченість австрійських військ на плацдармах обмежених розмірів, відсутність резервів, труднощі з постачанням через повені та контратаки італійців у наступні дні локалізували первинні австрійські успіхи на П'яве. У ніч на 23 червня австро-угорські війська відійшли за річку на свої початкові позиції. Відхід австрійської армії на свої позиції виявився для австро-угорських військ катастрофою. Обстріляна артилерією й авіацією, переслідувана італійськими контратаками, австрійська 5-та армія була відкинута за П'яве, втративши 20 000 полоненими та 60 гармат.
Загальні втрати австро-угорських військ у тій операції склали: 60 000 убитими, 90 000 пораненими та 25 000 полоненими. Італійці втратили 80 000 убитими й пораненими.
Австро-угорський наступ виявився цілковито безрезультатним, фронт стабілізувався.

### Битва при Вітторіо-Венето
Союзне командування не припиняло вимагати від італійців здійснення наступу. Однак генерал Діац категорично відмовлявся від усіх наступальних планів, викликаючи невдоволення генерала Фоша. Водночас під впливом успіхів союзників на Західному фронті в липні-серпні італійське командування все ж почало підготовку до наступу.
Планувалось завдати удару поблизу височини Граппа між річками Брента і П'яве, щоб розколоти австрійські війська на річці П'яве. Італійська армія налічувала у своєму складі 57 дивізій (зокрема 3 англійські, 2 французькі, 1 чехословацьку й 1 американську), 7700 гармат і 1745 мінометів. Австро-угорська армія мала 58 дивізій і 6030 гармат.
Італійський наступ було призначено на 10 жовтня, втім через погодні умови перенесено на 24 жовтня. Того дня наступ розпочався тільки в районі Граппа. Після артилерійської підготовки італійська піхота заволоділа деякими австрійськими позиціями. До кінця через відчайдушний опір австрійців італійці зуміли втриматись лише на деяких захоплених позиціях. У наступні дні бої за висоти в районі Граппа набули затяжного й упертого характеру, відбувалися вони зі змінним успіхом. Англо-французькі дивізії на річці Брента своїми активними діями зв'язали австро-угорські війська, не давши тим можливості перекинути частину сил у район Граппа.

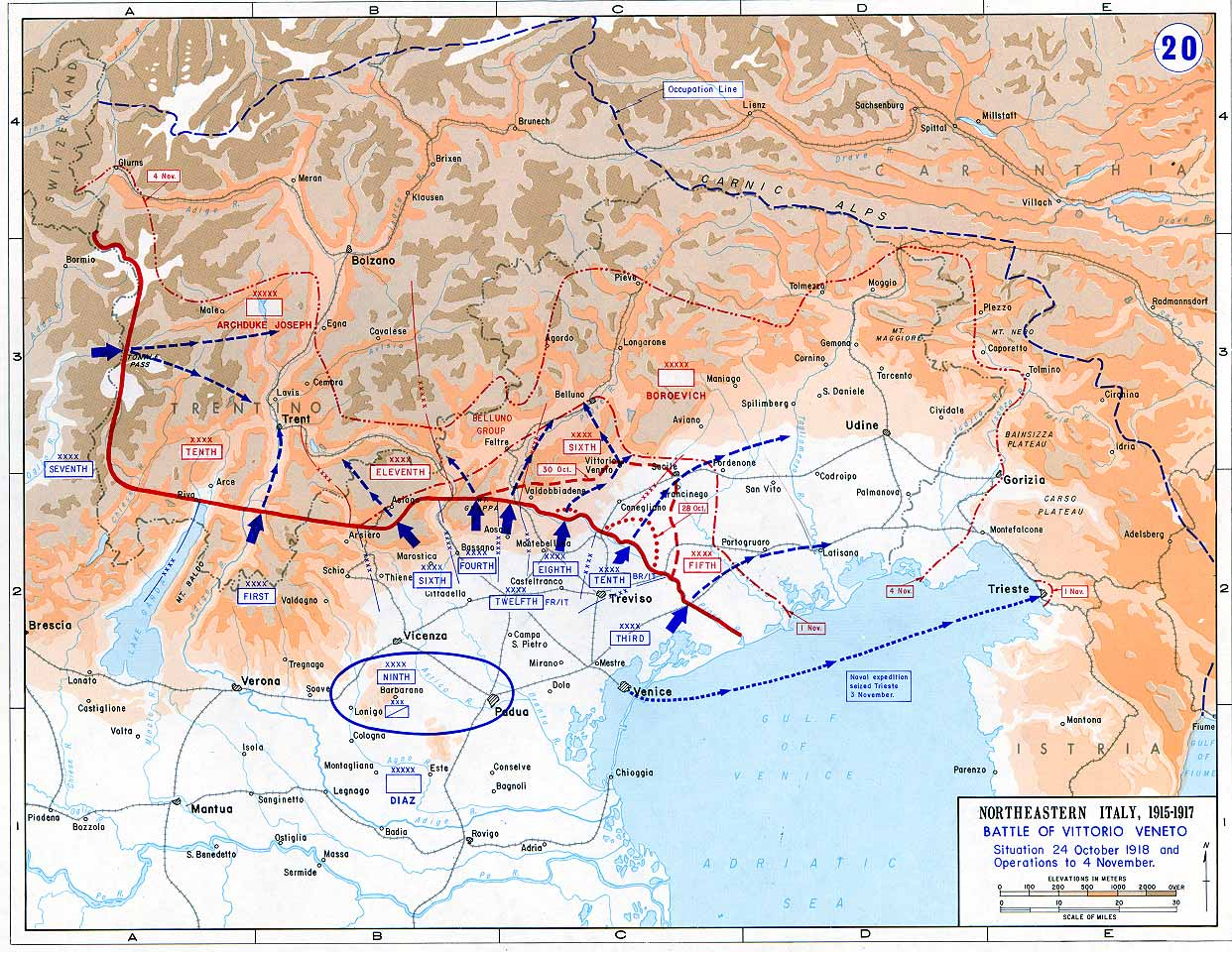
Битва біля Віторіо-Венето

За таких умов у деяких частинах австро-угорської армії, особливо слов'янських та угорських, повстали солдати, відмовляючись підкорятись наказам і продовжувати боротьбу.
Наступ на річці П'яве розпочався також 24 жовтня. Італійцям вдалось форсувати річку та звести мости, однак невдовзі рівень води у річці значно піднявся. Внаслідок цього італійське командування припинило переправу військ. Військам, що переправились до 27 жовтня вдалось звести кілька мостів. Цими мостами 27 жовтня річку перейшли італійські війська та захопили 3 плацдарми. Однак на світанку австрійська артилерія знищила мости, а італійські частини, що переправились, були відрізаними від своїх основних сил. Проте вони негайно атакували австро-угорські позиції та просунулись на 3—4 км. Відновивши переправи, італійці кидали в бій свіжі сили. Для австрійців склалось критичне становище, у бій було кинуто останні резерви.
Лише кілька австрійських дивізій продовжували боротьбу. Чеські, словацькі й хорватські солдати не бажали більше воювати. Ще 25 жовтня всі угорські дивізії залишили італійський фронт під приводом необхідності захисту своєї країни, якій загрожували війська Антанти з боку Сербії. До 28 жовтня вже 30 дивізій австро-угорської армії відмовлялись битись. Лише відбірні австрійські (тірольські) полки та — за деякими даними — частини, де служили русини-галичани, ще продовжували битись. У зв'язку з цим надзвичайно критичним становищем, що склалось на фронті та деякими іншими, не менш критичними, але політичними революційними подіями у столиці Відні австро-угорське командування 28 жовтня віддало наказ про загальний відступ австрійських військ.
До 29 жовтня рівень води у П'яве знизився, й італійські частини продовжили переправу через річку. Всі три плацдарми італійських військ з'єднались і вони повели загальний наступ. Кавалерія італійської армії швидким темпом наближалась до Вітторіо-Венето. 30 жовтня італійські війська вступили до Вітторіо.
Австро-угорська армія була цілковито деморалізованою та відступала на всьому фронті. 3 листопада італійці, висадивши десант, захопили Трієст. Австро-угорські війська були розгромлені, вони втратили 30 000 убитими, 100 000 пораненими та 300 000 полоненими. Італійські війська втратили 5800 убитими й 26 000 пораненими.
Італійський наступ за умов розрізненості австрійських військ виявився успішним. Було захоплено велику кількість полонених та різних трофеїв, практично цілком звільнено окуповану противником територію Італії.
Битва при Вітторіо-Венето завершила бойові дії на Італійському театрі воєнних дій.

## Бойові дії на морі
Італійський фронт упирався в Адріатичне море, яке також стало ареною боротьби італійського й австро-угорського флотів.
Австро-угорське командування було змушене застосувати пасивну тактику. Тобто, австрійський флот уникав сутичок із потужнішими італійськими військово-морськими силами, який до того ж у будь-який час могли підтримати могутні англо-французькі середземноморські ескадри. Натомість модерний німецький середземноморський дивізіон — крейсери «Гебен» і «Бреслав», який попередньо планувалося відрядити на підмогу австрійському флоту, був переданий Туреччині. Для морського театру Італійського фронту характерними були морська авіація і так званий «москітний флот». Плоскодонні монітори та броньовані плавбатареї забезпечували сухопутні війська артилерійською підтримкою, діючи переважно на мілині та у вузьких місцях, що являли надмірну небезпеку для звичайних суден. Значну роль відігравали італійські швидкісні плоскодонні торпедні й артилерійські катери, що стримували невеликий, але потужний австро-угорський флот від виходу у море. У той самий час цей «москітний флот» безперервно атакував ворожі якірні стоянки, охороняв свої конвої та підтримував піхоту вогнем із моря. Часто італійські кораблі підтримували численні італійські наступи в долині Ізонцо.

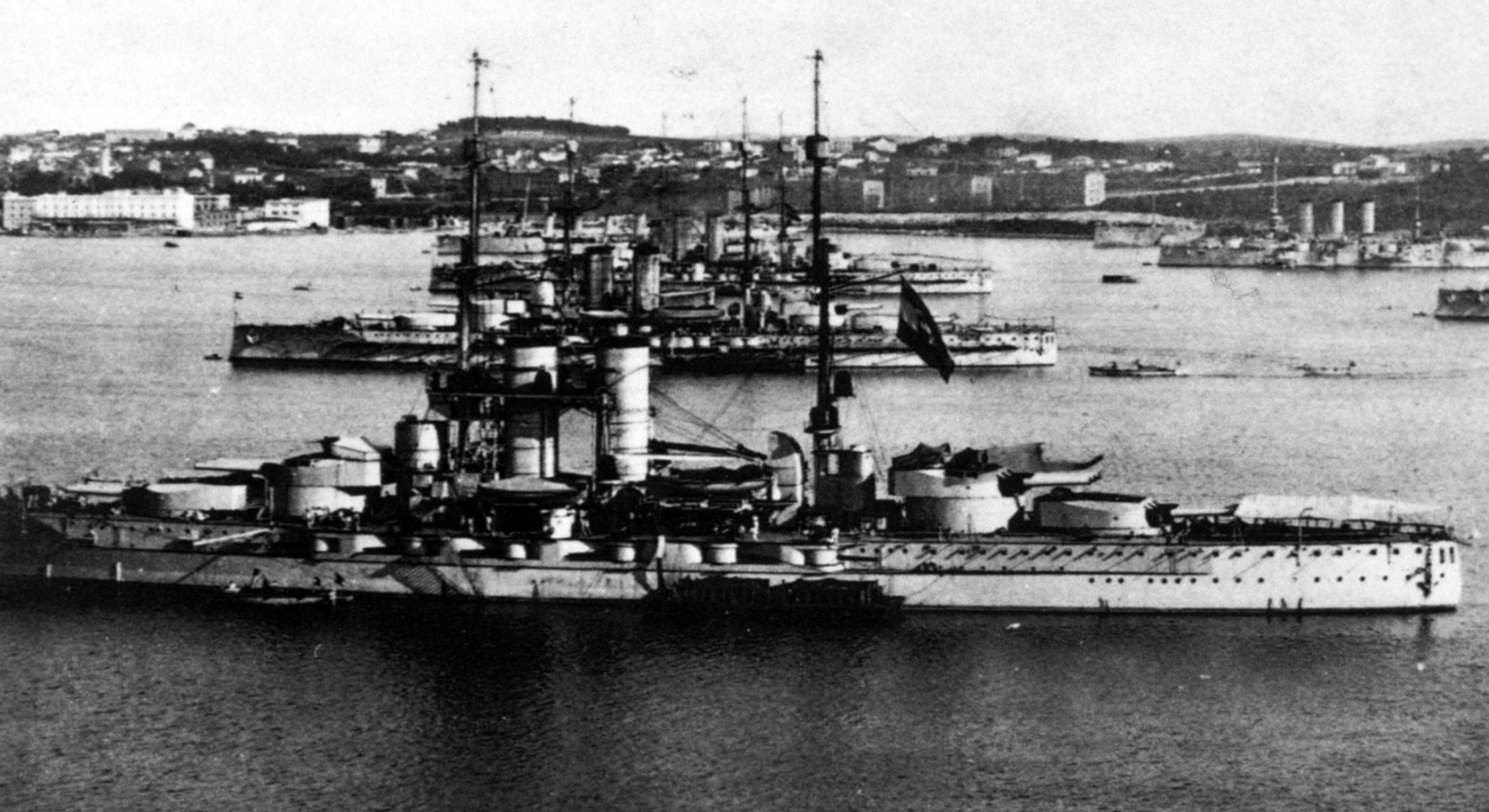
Австрійські дредноути в Пулі

Після оголошення Італією війни Австро-Угорщині 23 травня 1915 року австрійський флот здійснив низку нападів на узбережжя Італії. 24 травня значні сили австро-угорського флоту, що складались із 8 кораблів (серед них були: «Вірібус Унітіс», «Тегетгоф», «Принц Ойген») обстріляли деякі міста в італійській провінції Анкона, завдавши великого збитку порту Анкони. Окрім того, австрійським кораблям вдалось потопити кілька італійських суден, також австрійці обстріляли Венецію. У відповідь на таке 5 червня чотири групи кораблів Антанти обстріляли узбережжя Австро-Угорщини. Літо 1915 року було успішним для австрійських підводних човнів, які завдавали значних незручностей союзним кораблям на Адріатиці.

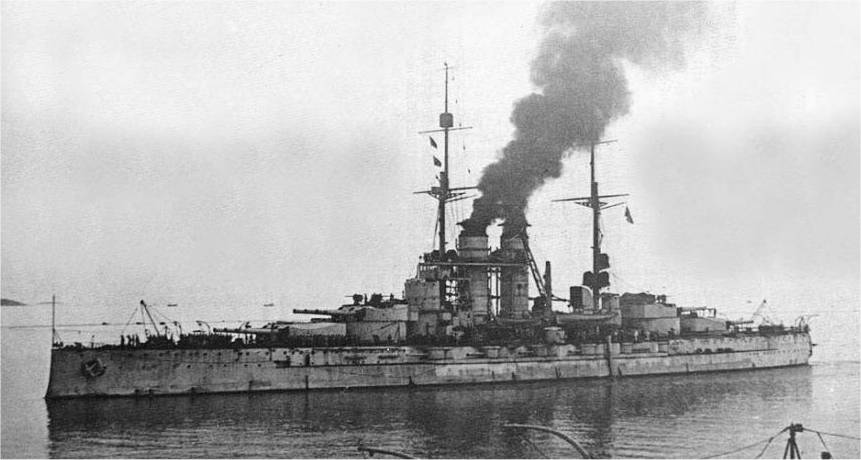
Австрійський лінкор «Сент Іштван».

З погляду союзників вступ Італії до війни означав передусім кінець вольниці німецьких підводних човнів у Середземному морі. Британія залежала від надійного постачання з колоній (передусім Індії та Австралії) через Суецький канал сировини, продуктів та військ. Франція також певною мірою залежала від своїх африканських колоній, де розташовувались ключові військово-морські бази та звідки надходили берберські й сенегальські легіонери. Коли почалася війна, Австрія не поспішала надавати свої військово-морські бази німецьким підводним човнам. Однак кілька разів німецькі човни заходили та виходили з тих баз, та й австро-угорські підводні човни не можна було лишати поза увагою.
Оголошення Італією війни дозволило союзникам здійснити небачену на той час операцію — перекрити сітьовими загородженнями вхід до Адріатики, між Отранто в Італії й Албанією. Загородження захищались мінними полями та мережею гідрофонних станцій. Звичайно, цілком перекрити Адріатику не вдалось — море надто велике, а встановлювачів сіток («дрифтерів») надто мало, але, з усім тим, бараж суттєво підірвав можливості австрійського флоту, який протягом усієї кампанії не виходив з Адріатичного моря на середземноморські простори.
Значних бойових дій між австрійським та італійським флотом не відбувалось, мали місце лише нечасті, незначні сутички.
Влітку 1918 року італійцям вдалось потопити новітній австрійський лінкор «Сент Іштван». Потоплення величезного лінкора невеличким катером засвідчило підвищення бойового значення нового класу малих надводних кораблів — торпедних катерів. 1 листопада італійські бойові плавці замінували й потопили другий австрійський лінкор — «Вірібус Унітіс». 3 листопада, після підписання з Австро-Угорщиною перемир'я, бойові дії на Адріатичному морі завершились.

## Підсумки кампаній на Італійському фронті

### Австро-Угорщина
Передбачаючи крах імперії, австро-угорський уряд ще 5 жовтня надіслав президенту США Вільсону пропозицію про перемир'я. 27 жовтня Австро-Угорщина звернулась до країн Антанти з пропозицією про укладення сепаратного миру.
29 жовтня австрійці погодились на укладення миру на будь-яких умовах. 31 жовтня австро-угорська делегація прибула до Вілла-Джусті, поблизу Падуї, для ведення перемовин із представниками Антанти. 3 листопада перемир'я було укладено. На момент укладення миру австро-угорська армія вже фактично припинила своє існування.
За умовами перемир'я австро-угорська армія скорочувалась до 20 дивізій. Австро-Угорщина звільняла всіх полонених, військово-морський флот роззброювався та передавався Антанті. Союзні війська могли безперешкодно пересуватись територією країни.
Військова поразка Австро-Угорщини супроводжувалась розпадом держави. Ще 28 жовтня у Празі було оголошено про створення незалежної Чехословацької держави. 5 жовтня в Загребі було створено Народне Віче південних слов'ян, яке оголосило про відокремлення від Австро-Угорщини. 28 жовтня від Австрії відокремились польські землі, 31 жовтня почалось повстання в Угорщині. Революційні перетворення відбувались також і в Галичині й Буковині. Під тиском революційного руху Національні збори у Відні 12 листопада проголосили Австрію республікою. Імператор Карл залишив країну. Габсбурзька імперія припинила своє існування.
На Італійському фронті в складі австро-угорської армії також воювали тисячі українців-галичан, тоді підданих Дунайської монархії, з яких багато там і полягло, але й багатьом із тих, хто вижив, набутий військовий досвід згодом знадобився під час участі в українських Визвольних змаганнях 1917—1923 років у складі Галицької армії ЗУНР та армії УНР.
1919 року з Австрією було укладено Сен-Жерменський мирний договір.

### Італія
За підсумками війни з Австрією було укладено Сен-Жерменську мирну угоду. За умовами угоди Південний Тіроль, Істрія, окремі райони Каринтії та Далмації, а також острови біля Далматинського узбережжя (за винятком острова Фіуме) увійшли до складу Італії. Однак, окрім того, італійська делегація на мирних перемовинах висловила претензії на включення до складу Італійського королівства територій на Балканах, наприклад Далмації. В результаті після завершення війни Італія здобула нові території. Окрім того, 10 % всіх репараційних виплат Німеччини припадали на Італію.
Але значна частина балканських територій колишньої Австро-Угорщини була включена до складу утвореного Королівства сербів, хорватів і словенців. Це викликало невдоволення в Італії й напруженість в італійсько-югославських стосунках.
Будучи зацікавленою в послабленні Югославії та приєднанні частини балканських територій, Італія надалі провадила діяльність з метою послаблення головного суперника на Балканах. Так, ще 1919 року італійська сторона підтримала чорногорських повстанців, які підбурили заколот проти включення Чорногорії до складу Сербії. 1920 року було укладено італійсько-югославську угоду, в якій Італія відмовлялась від Далмації та формально було врегульовано всі територіальні суперечки. Однак надалі італійсько-югославські відносини продовжували гіршати. Також Італія надавала підтримку хорватським сепаратистам й усіляко сприяла створенню баз хорватських екстремістів на своїй території. Головним завданням фашистського керівництва Італії на Балканах став розвал Югославії на низку дрібних, слабких держав.

### Руйнування та жертви
У Першій світовій війні Італія зазнала вкрай важких втрат. Було вбито, поранено й узято в полон близько 2 000 000 італійських солдатів та офіцерів. З них близько 400 000 було вбито. Окрім військових втрат, протягом бойових дій на території Італії загинуло близько 10 000 мирних мешканців. Австро-угорська армія в італійській кампанії втратила близько 1 478 000 солдатів й офіцерів убитими, пораненими та полоненими. Також під час війни на Італійському фронті близько 400 000 мирних жителів були змушені залишити свої домівки та стати біженцями. В ході битви при Капоретто колони італійських біженців відступали разом з італійською армією.

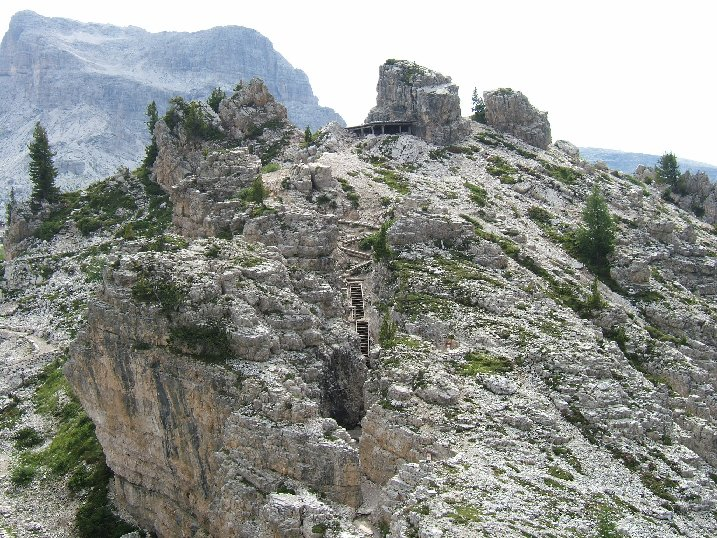
Музей під відкритим небом, присвячений Першій світовій війні в Доломітових Альпах (добре видно італійські окопи та бункери)

Оскільки в період від 1915 до 1917 року бойові дії відбувались у високогірних прикордонних районах, то руйнування від них були мінімальними. Наприклад у Доломітових Альпах, де тривали запеклі бої, італійці й австрійці створили мережу обхідних тунелів та окопів, лабіринти яких збереглись донині. Під час австро-німецького наступу 1917 року багато територій півночі Італії постраждали від воєнних дій. Зрештою частина репараційних виплат Німеччини й Австрії припадали на долю Італії.
Більшість населення Італії була розчарована підсумками війни. У повоєнні роки в країні відбулись масові заворушення та страйки, економіка країни перебувала у скрутному становищі, оскільки 64 % усієї італійської промисловості працювало на потреби армії. До численних безробітних додалося близько двох мільйонів демобілізованих з армії солдат. Було відзначено факти захоплення робітниками заводів, селянами — земель. Такі умови сприяли приходу до влади фашистської партії на чолі з Беніто Муссоліні.

## Пам'ять

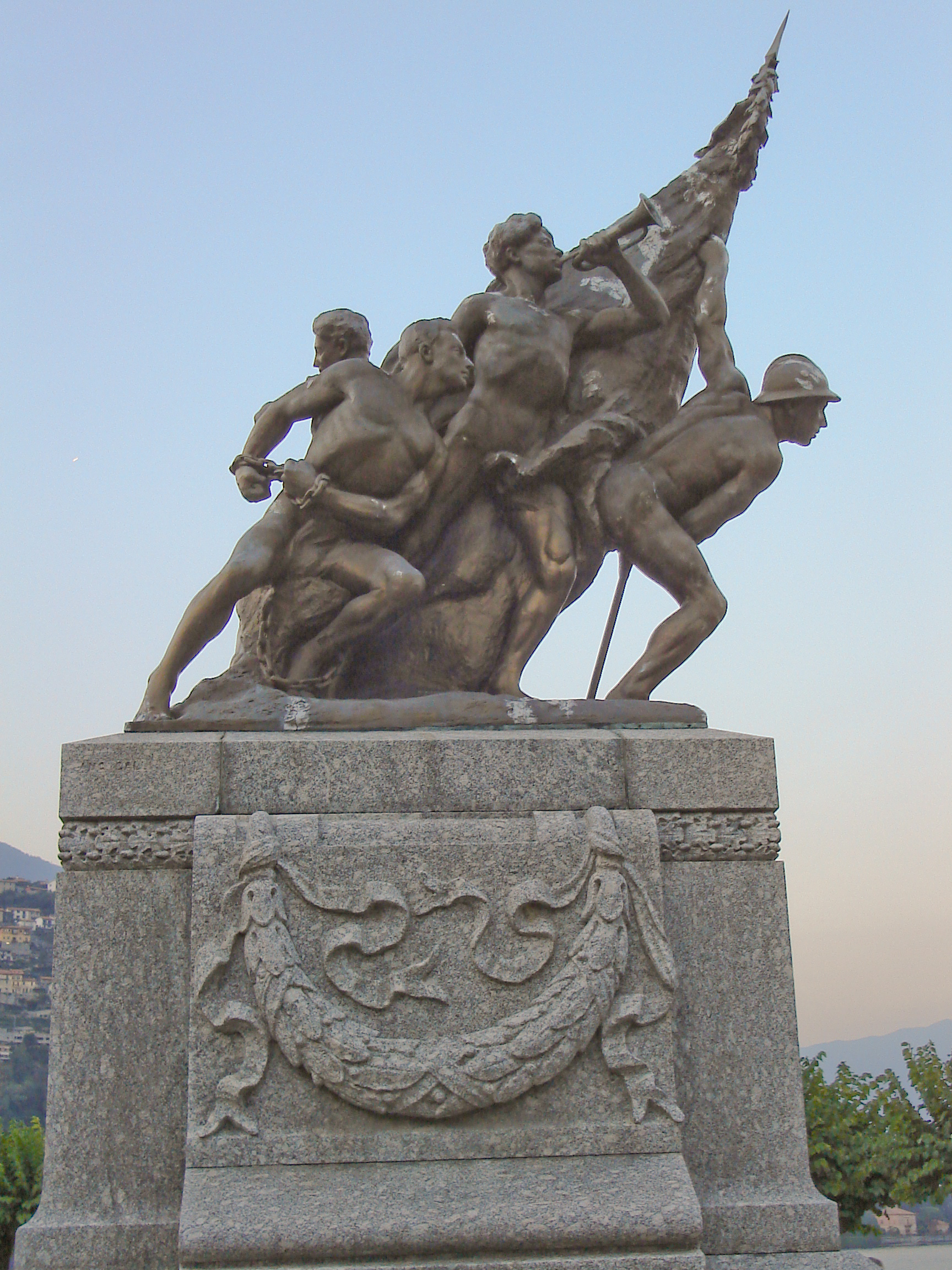
Меморіал у Черноббіо

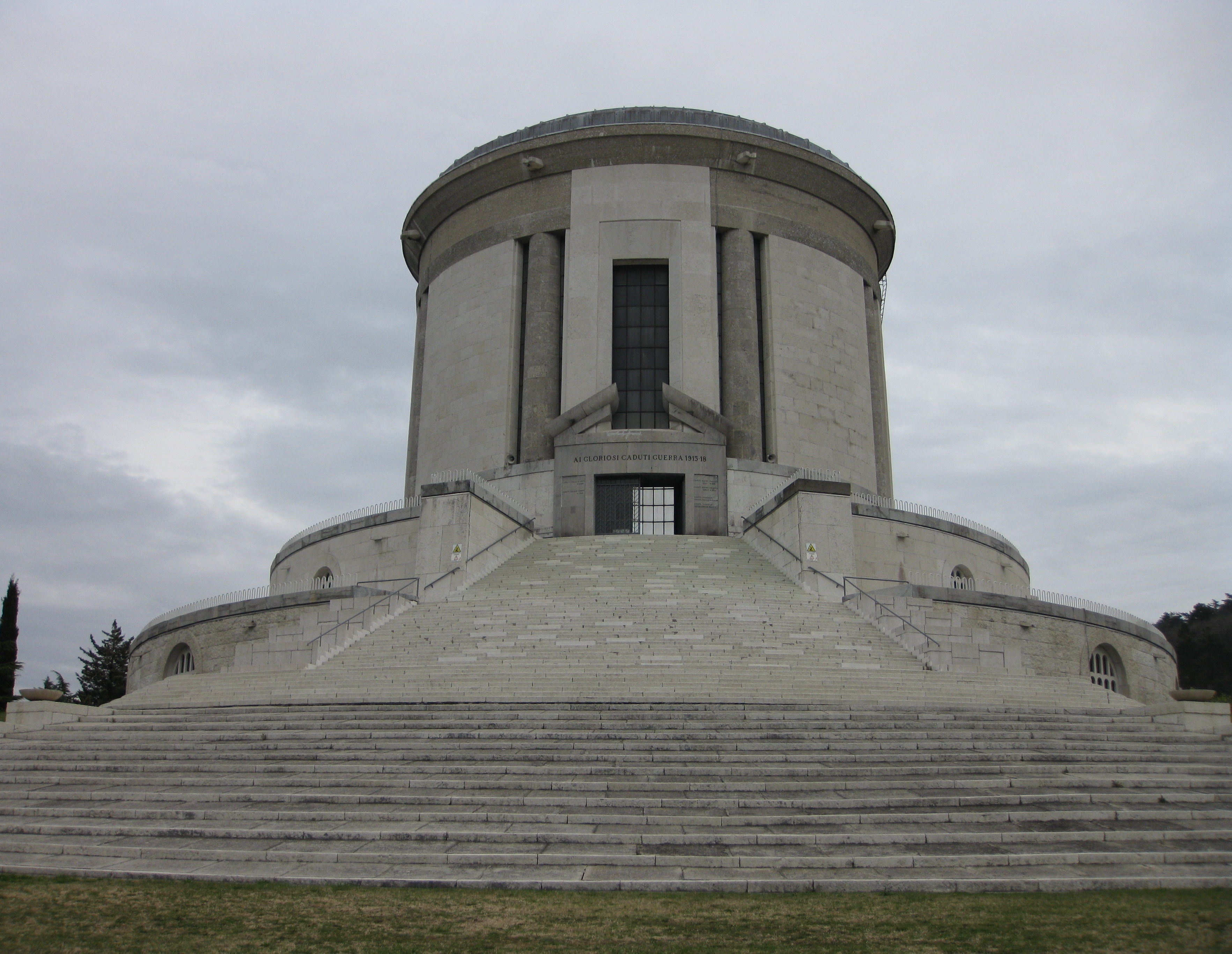
Castel Dante

Як і в усіх країнах, що брали участь у Першій світовій війні, в Італії й Австрії після завершення бойових дій з'явились меморіали та пам'ятники загиблим у битвах на суші й на морі. Окрім численних могил невідомого солдата, яких в Італії було чи не найбільше через високий відсоток неідентифікованих загиблих, створювались меморіали в пам'ять про полеглих воїнів, наприклад у містах Черноббіо, Комо тощо. 1936 року в місті Роверето було відкрито пам'ятний комплекс Castel Dante, до складу якого входять як масові поховання, так і індивідуальні могили загиблих. Там же встановлено дзвін, відлитий ще 1924 року з розплавлених гармат ворожих італійської й австро-угорської армій.
Своєрідним меморіалом на спогад про бойові дії, що точились на Італійському фронті, є залишки бойових позицій в Альпах.

## Війна в культурі
У мистецтві найбільшої відомості Італійський фронт набув завдяки американському письменнику Ернесту Хемінгуею. Юнаком він зумів потрапити на фронт в Італії водієм-добровольцем Червоного Хреста. Однак невдовзі Ернест домігся переводу на лінію фронту, де доставляв продовольство до окопів італійських солдатів. Пізніше, рятуючи пораненого італійського солдата, Хемінгуей потрапив під обстріл та зазнав важких поранень. Спогади письменника про війну на Італійському фронті ляжуть в основу його відомого роману «Прощавай, зброє!». Сам письменник пізніше зазначав:
|  | Я був великим дурнем, коли вирушив на ту війну. Я думав, що ми спортивна команда, а австрійці — інша команда, що бере участь у змаганні. |

За мотивами пацифістського роману про італійську кампанію «Прощавай, зброє!» 1932 року було знято однойменний фільм режисера Френка Борзажа. Фільм мав чотири номінації на «Оскар». 1957 року режисер Чарльз Відор також зняв картину під назвою «Прощавай, зброє!». 1996 року режисер Річард Аттенборо створив фільм «У коханні та війні», в якому також розповідається про першу світову війну на Італійському фронті.
Подіям на Італійському фронті присвячено також місію «Вперед, Савоя!» відеогри Battlefield 1.